# Mehrfacher Überhandknoten
Der mehrfache Überhandknoten ist eine Variante des (einfachen) Überhandknotens. Je nach Anzahl der Knotenwindungen wird er auch als Doppelter Überhandknoten, dreifacher Überhandknoten, vierfacher Überhandknoten usw. bezeichnet.
Der Knoten ist sehr materialintensiv, schon als doppelter Überhandknoten benötigt er etwa das 20fache des Seildurchmessers. Fest zugezogen lässt er sich kaum wieder lösen.

## Anwendung

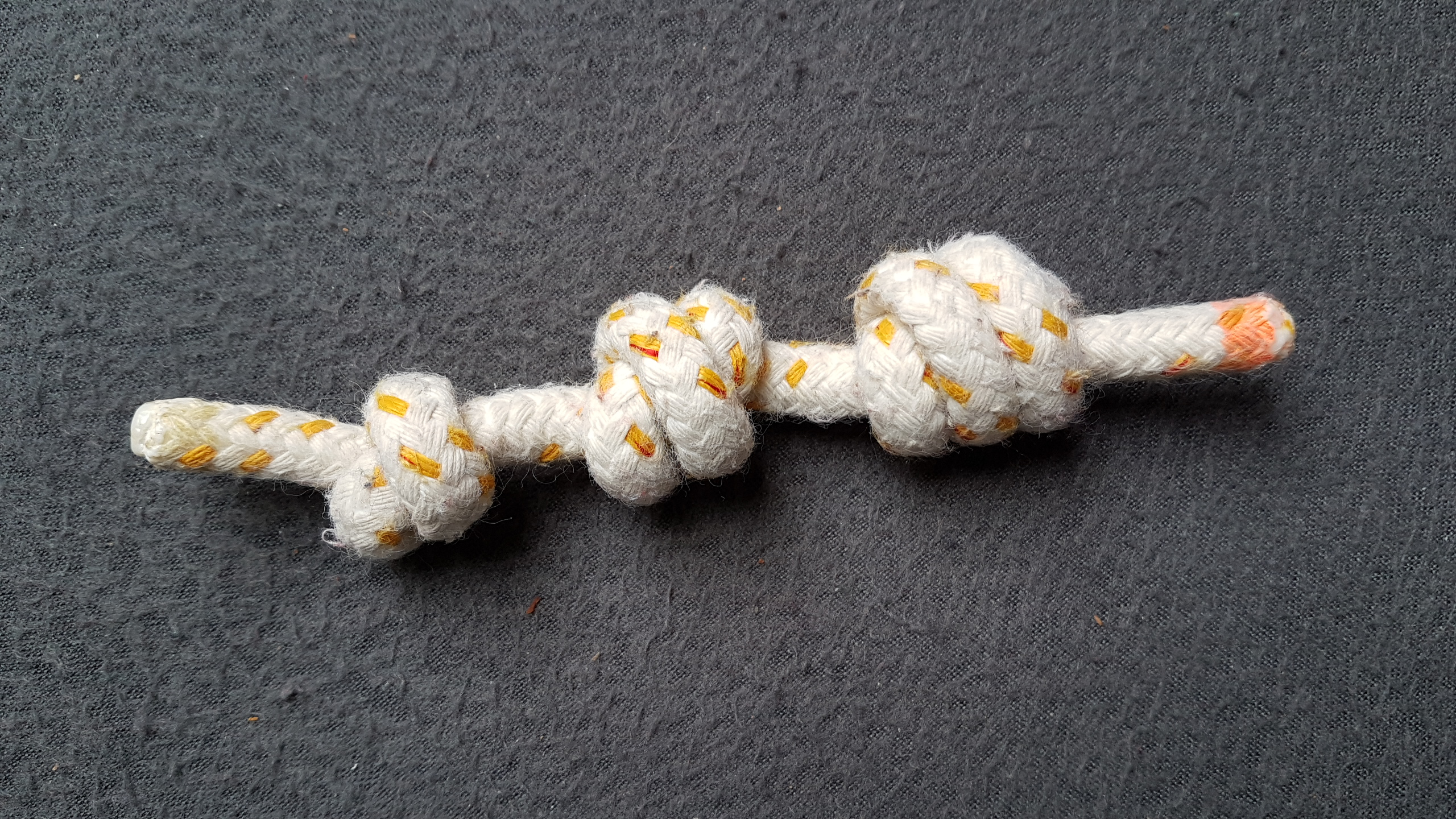
Überhandknoten, Doppelter Überhandknoten, Dreifacher Überhandknoten (Franziskanerknoten)

- Der mehrfache Überhandknoten hat mehrere Verwendungen. Am Seilende zusammengezogen, zum Abknoten, verhindert er das Ausfransen eines Seils; dauerhaft hält aber ein Takling deutlich besser. Als Stopperknoten kann der mehrfache Überhandknoten (vor allem der doppelte Überhandknoten) verhindern, dass ein Seil durch eine Öse rutscht ("ausrauscht"), oder er kann die Greifbarkeit des Seils verbessern. Daneben kann der Knoten als leichter Wurfknoten verwendet werden.
- Mehrfach regelmäßig ins Seil geknüpft dient er als Ersatz für eine Strickleiter[2]. Alternativ können Holzsprossen am Ende durchbohrt und das Seil durchgezogen und unter der Sprosse verknotet werden.
- Als Auge um die Öffnung eines Sackes geschlungen, lässt sich dieser damit verschließen, gesichert wird er mit einem einfachen Überhandknoten. Dito, mit zwei Wicklungen und um einen Stab o. ä. geknüpft wird der Strangleknot (Würgeknoten) nach ABoK #1239
- Die Franziskaner nutzen mehrere hintereinander geknüpfte, dreifache Überhandknoten an ihrem Zingulum der Mönchstracht. Dieser dreifache Überhandknoten wird speziell als Franziskanerknoten oder auch als „Kapuzinerknoten“ bezeichnet.
- Militärische Auszeichnung bei Achselschnüren, engl. „Honor Cord“, frz. „Fourragère“.

## Knüpfen

### Knüpfen des Franziskanerknotens (Knüpfversion I)
Der Dreifache Überhandknoten beginnt mit einem einfachen Überhandknoten und bekommt zwei zusätzliche Wicklungen. Ein dreifacher oder noch größerer Überhandknoten muss mit dieser Bindeweise aber in die Form gebracht werden. Er dient mehr dekorativen als praktischen Zwecken. Siehe auch den folgenden Abschnitt: Knüpfversion II

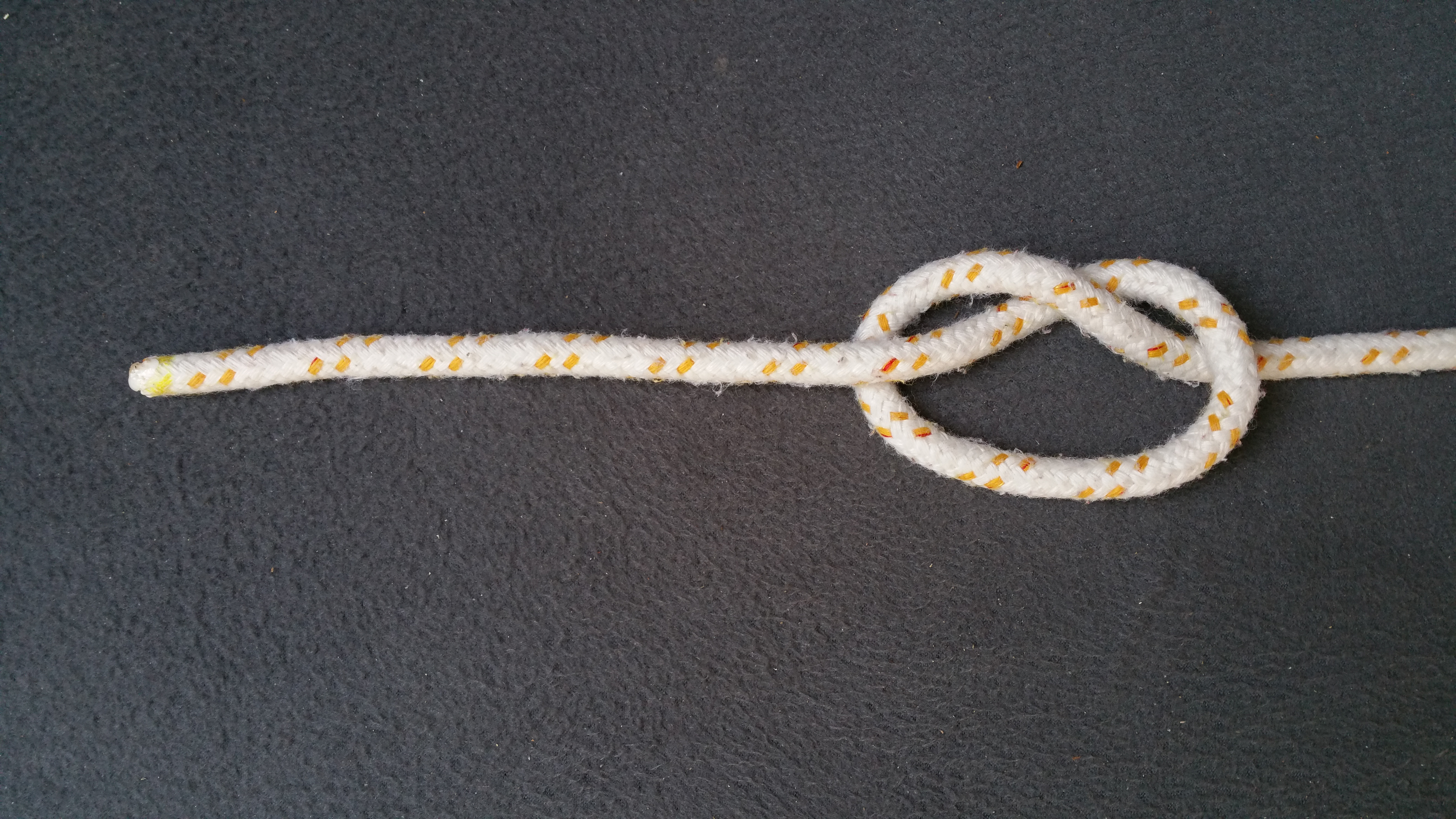
Zuerst bindet man einen Überhandknoten, indem das Ende um die eigene stehende Part gewunden wird.
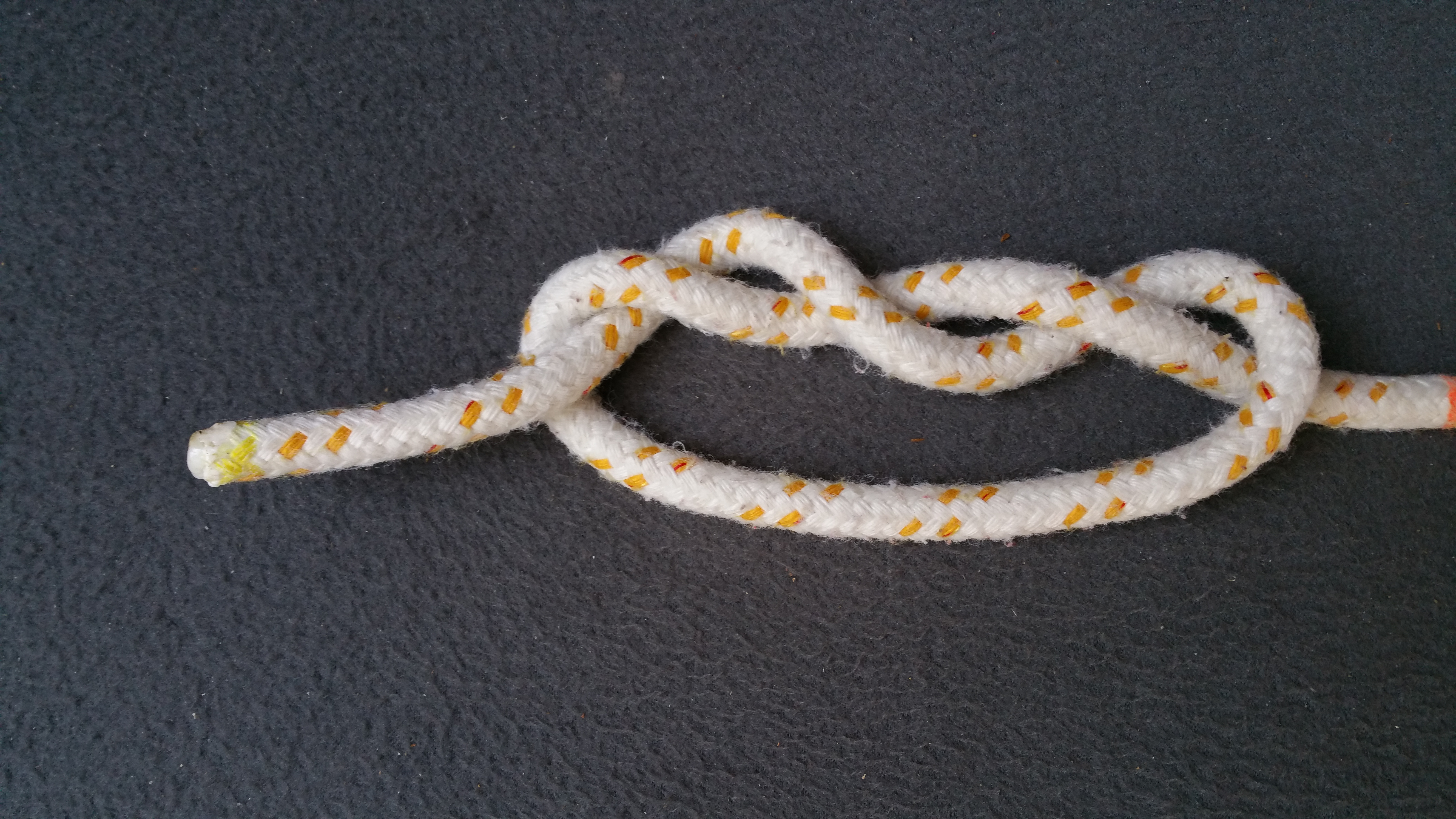
Das lose Ende wird noch einmal durch das Auge gelegt
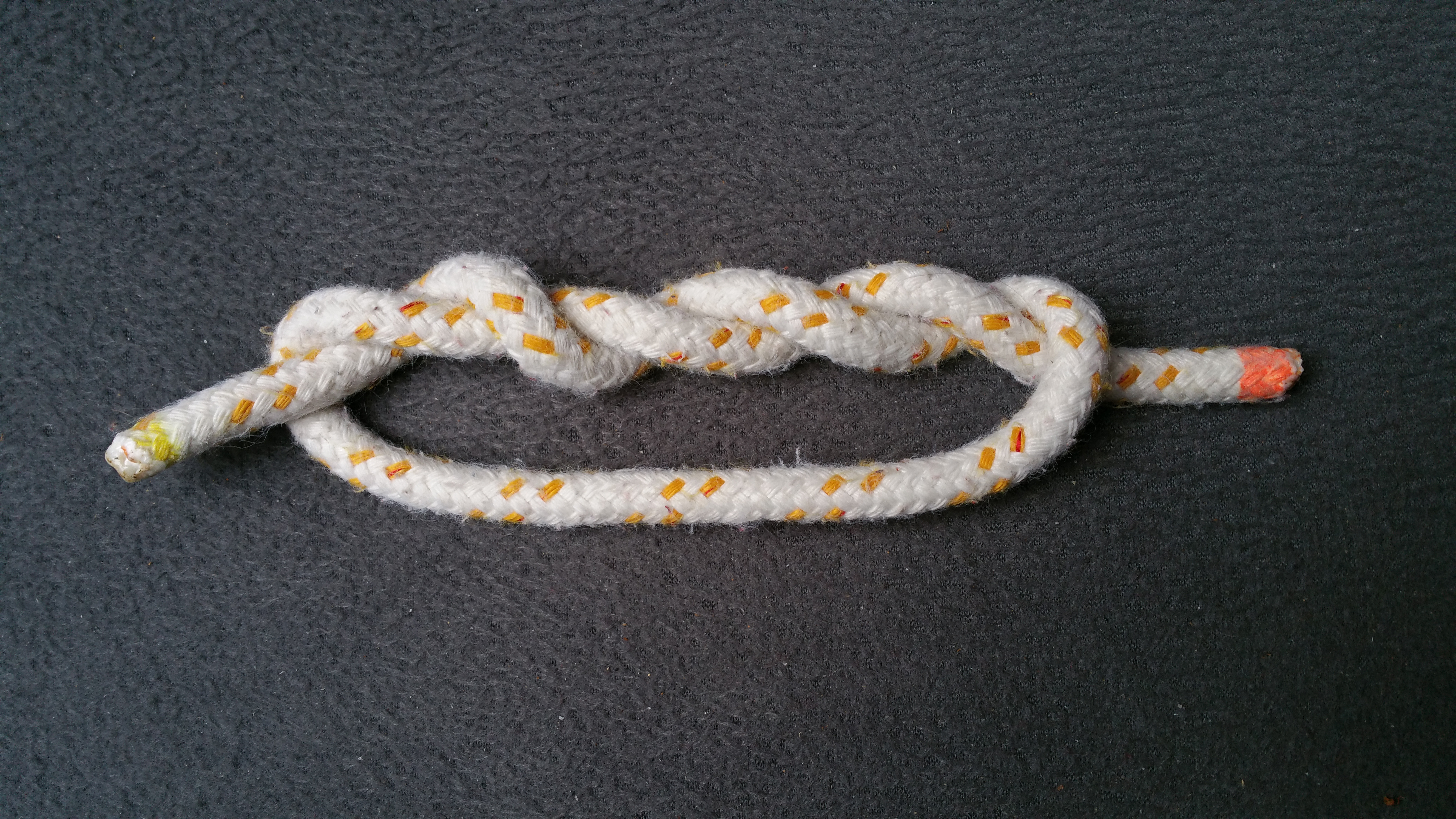
Das lose Ende wird noch einmal durch das Auge gelegt
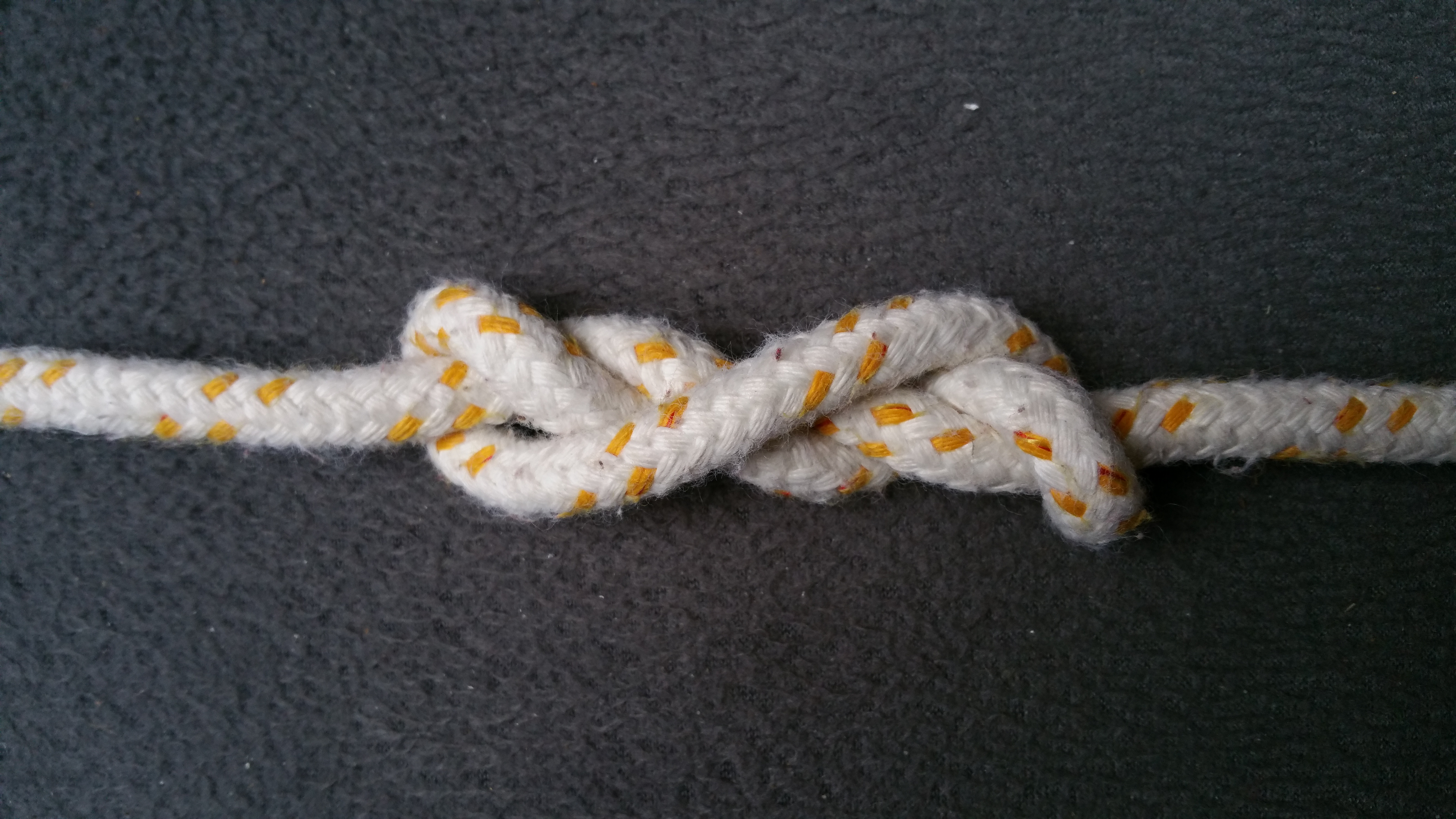
Man zieht leicht an beiden Enden des Seiles oder Fadens, der Knoten dreht sich beim Zuziehen um sich selbst
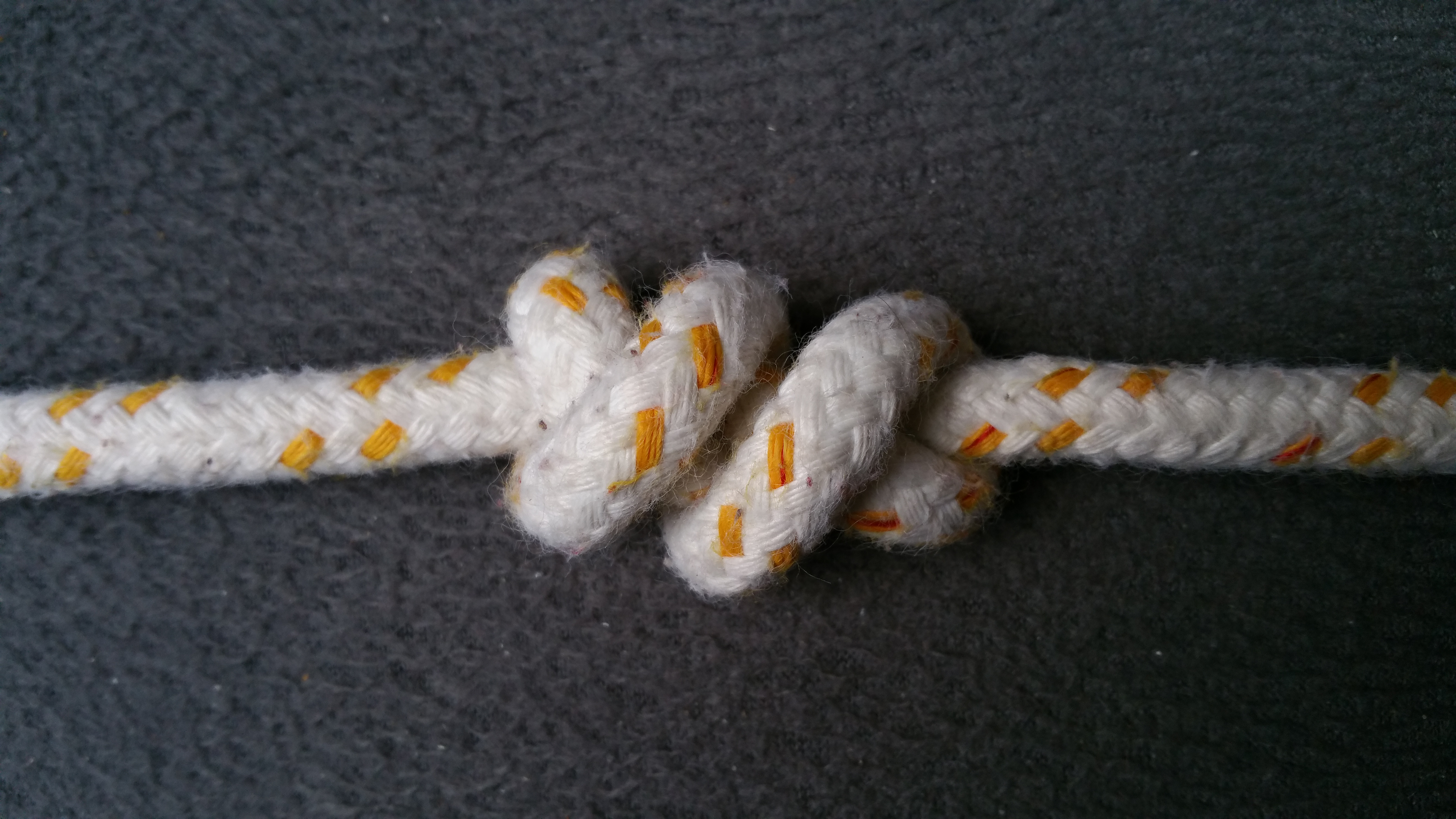
Den Knoten an beiden Tampen (Enden) festziehen und dabei die äußeren Törns nach innen drücken.

### Knüpfen des Franziskanerknotens (Knüpfversion II)

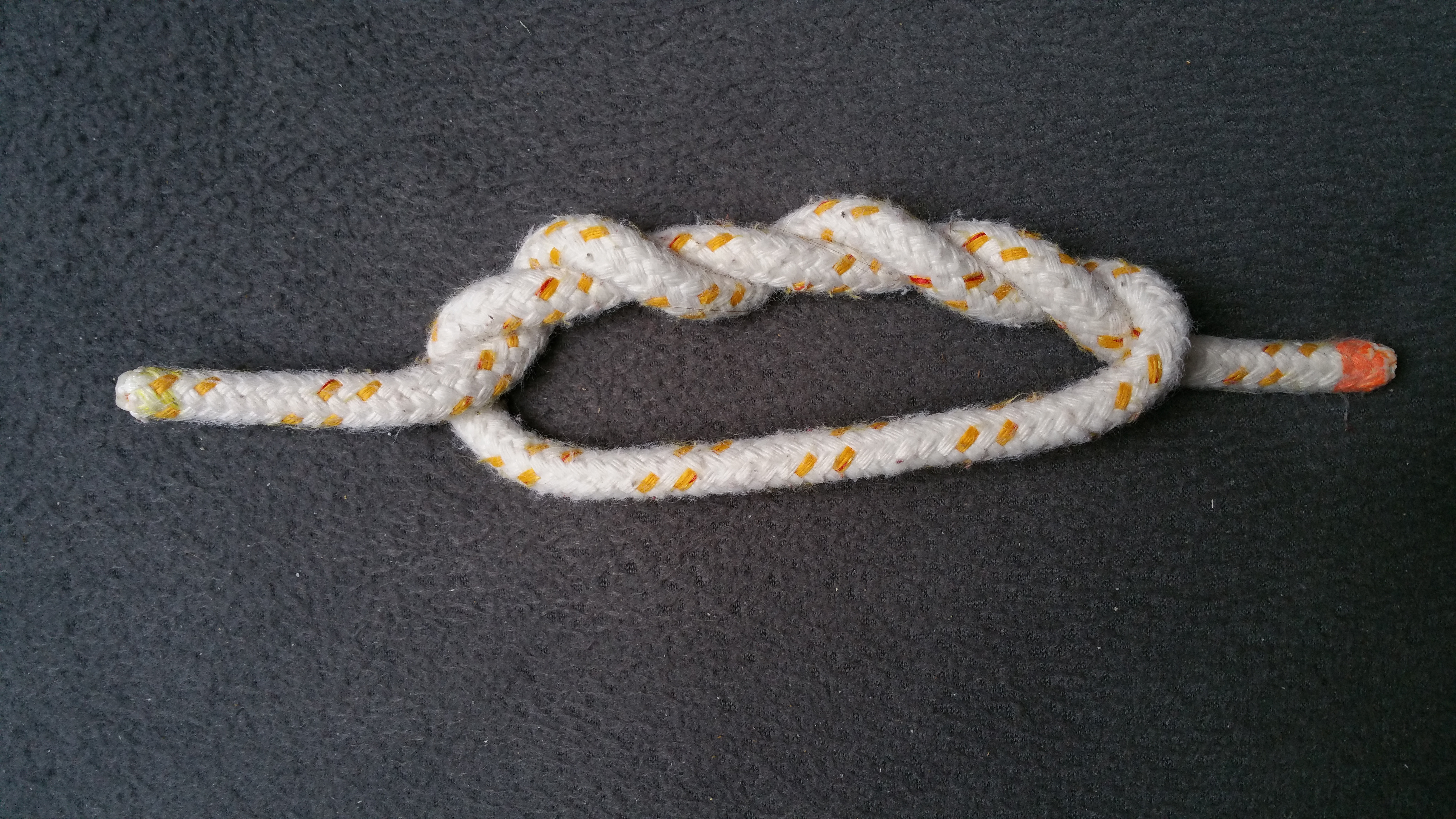
Man beginnt wie oben und wickelt das lose Endes eines Seiles dreimal um die eigene stehende Part
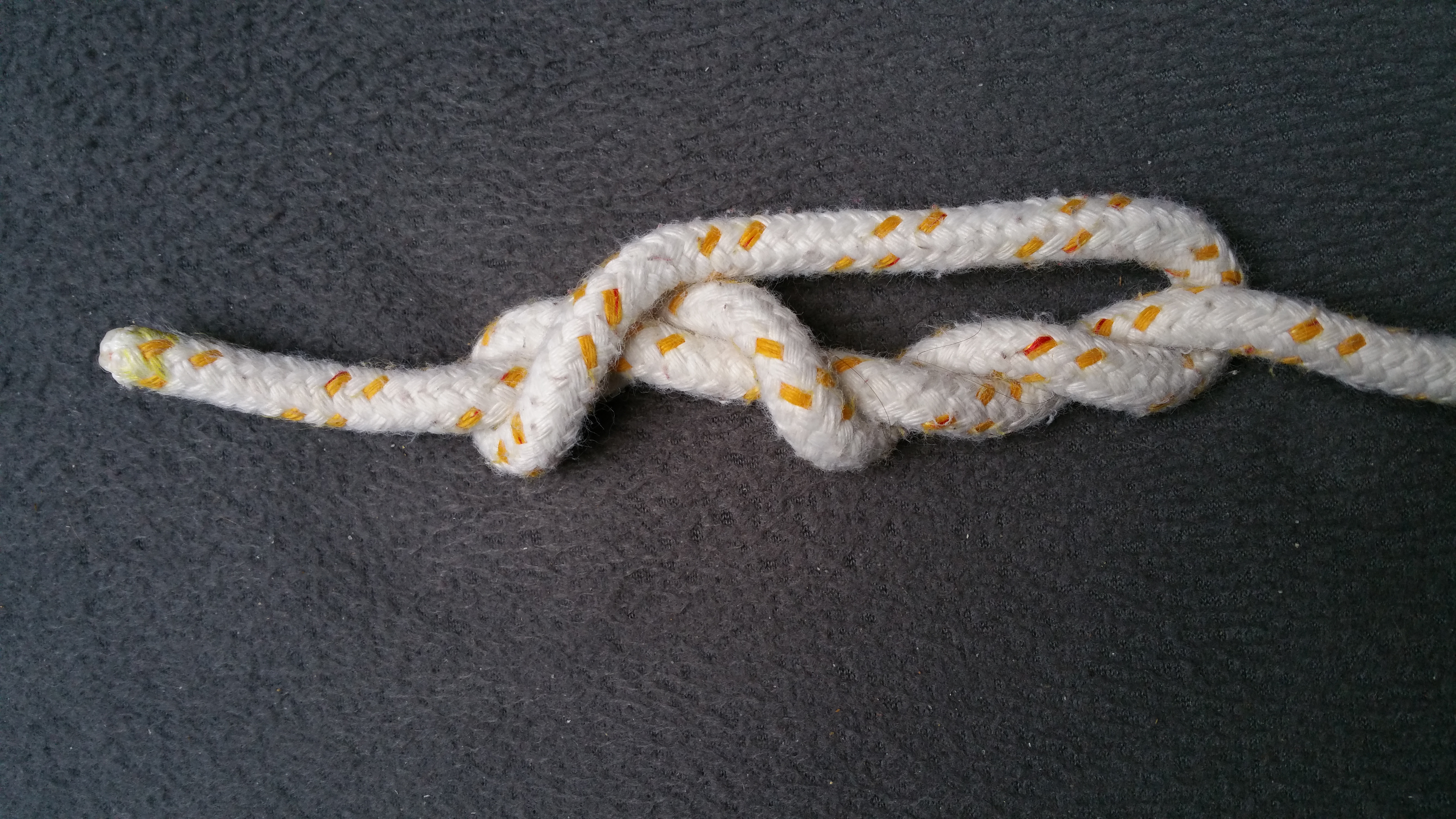
Nun nimmt man das Auge oder auch die Schlinge und legt sie nach oben. Beachtet aber dabei, dass sie rechts vom ersten Törn liegt
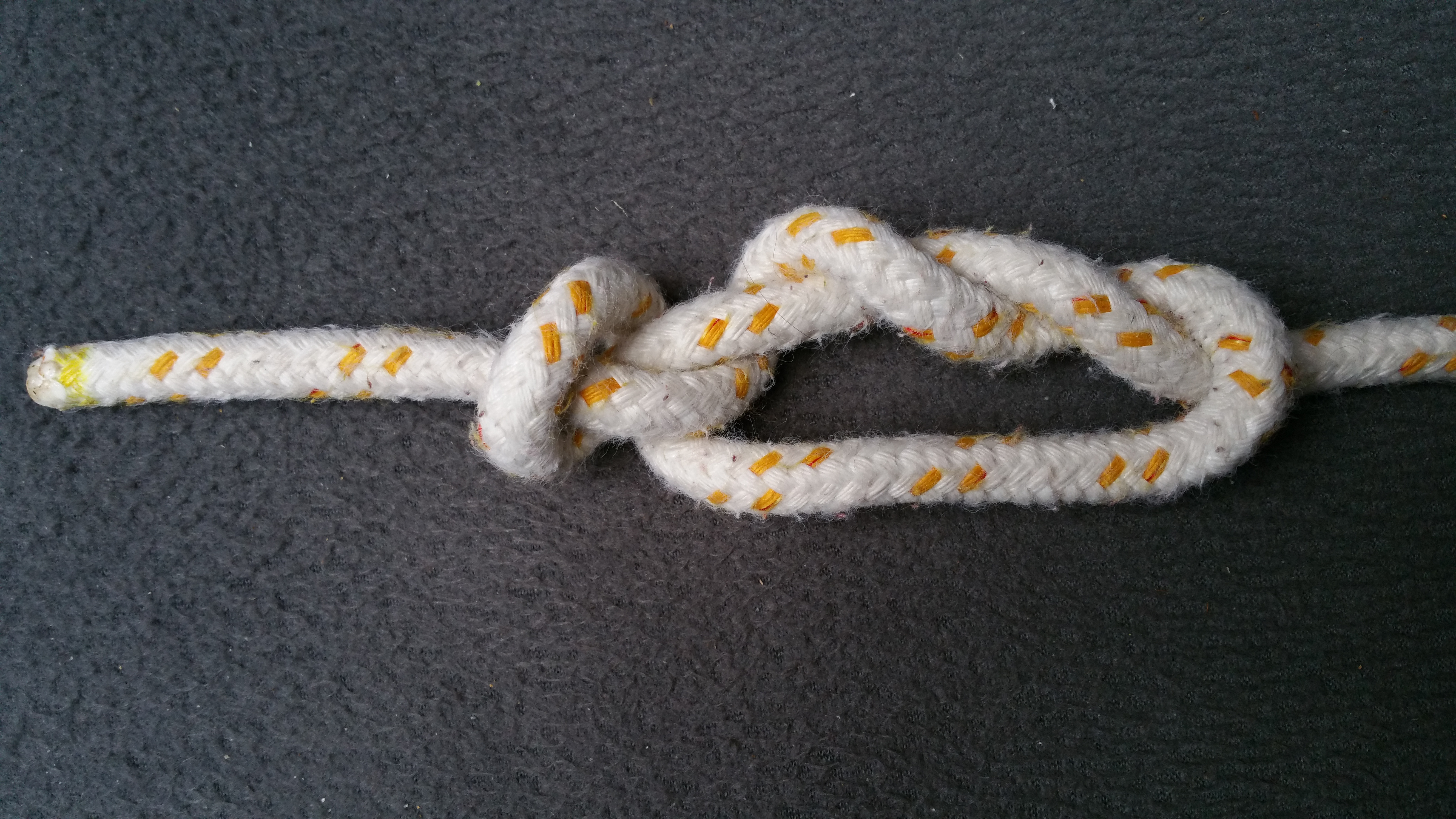
Nun legt man die Schlinge unten durch.
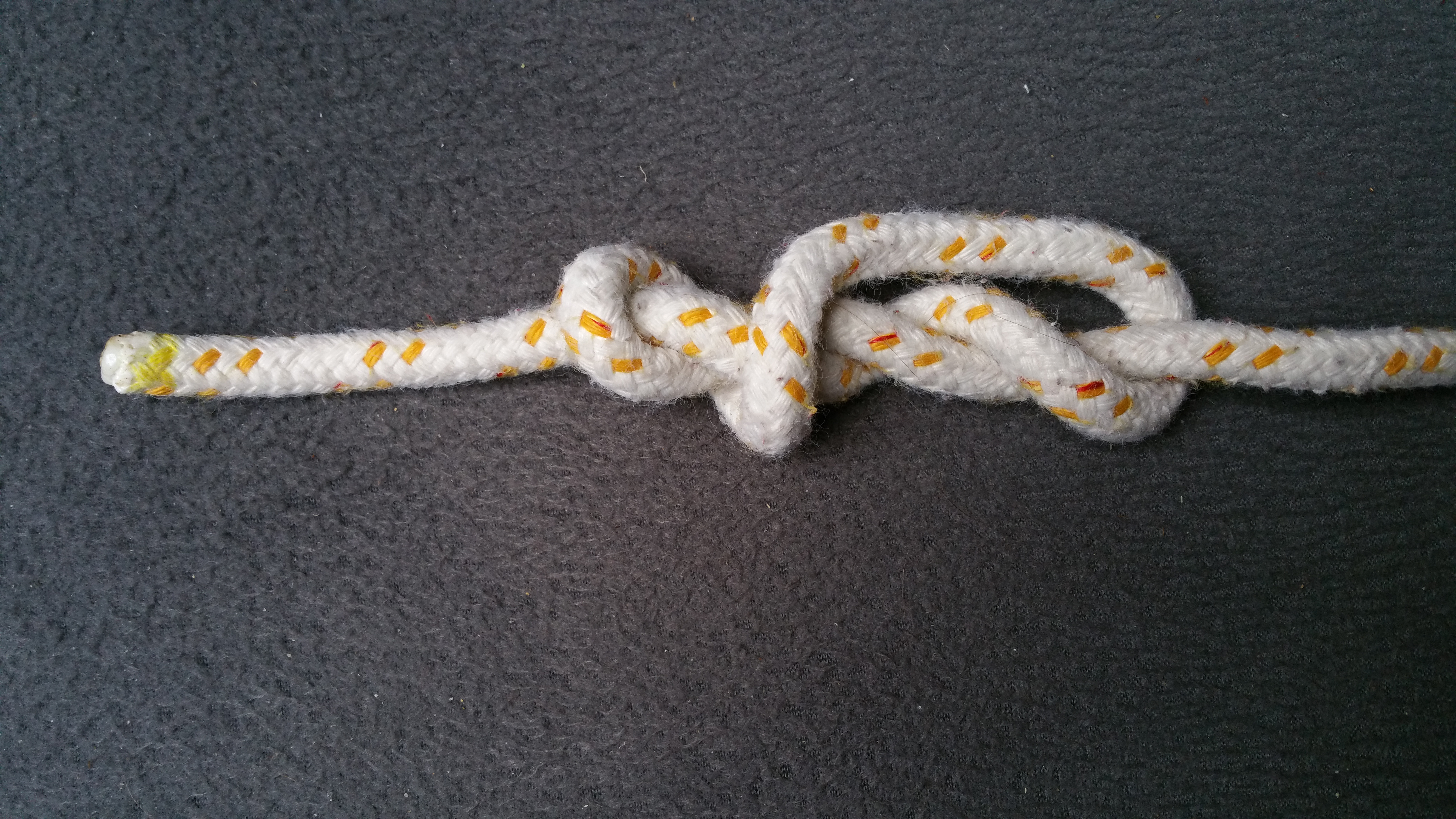
Wiederholt das ganze
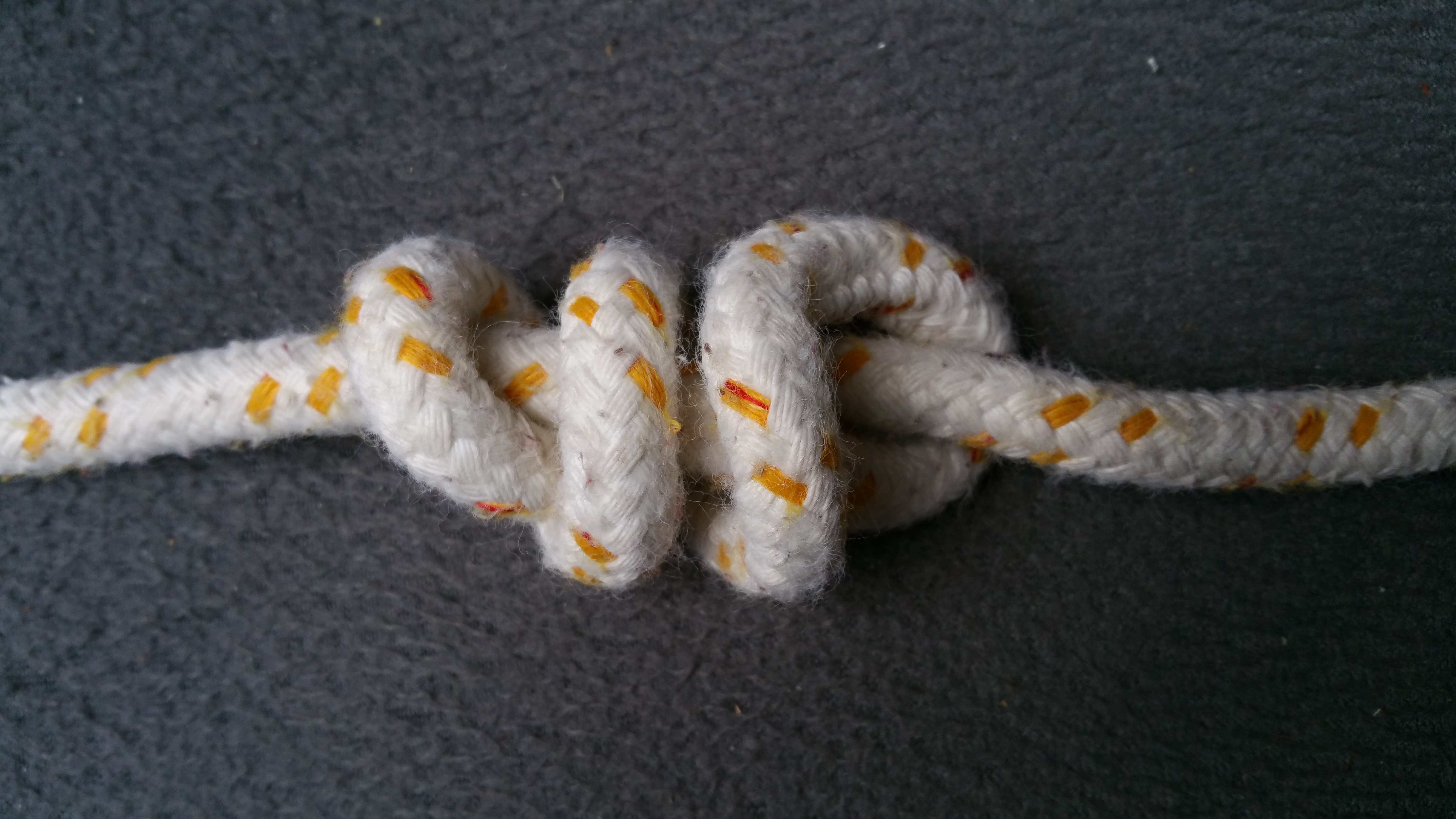
Und erhält die Form des Dreifachen Überhandknotens
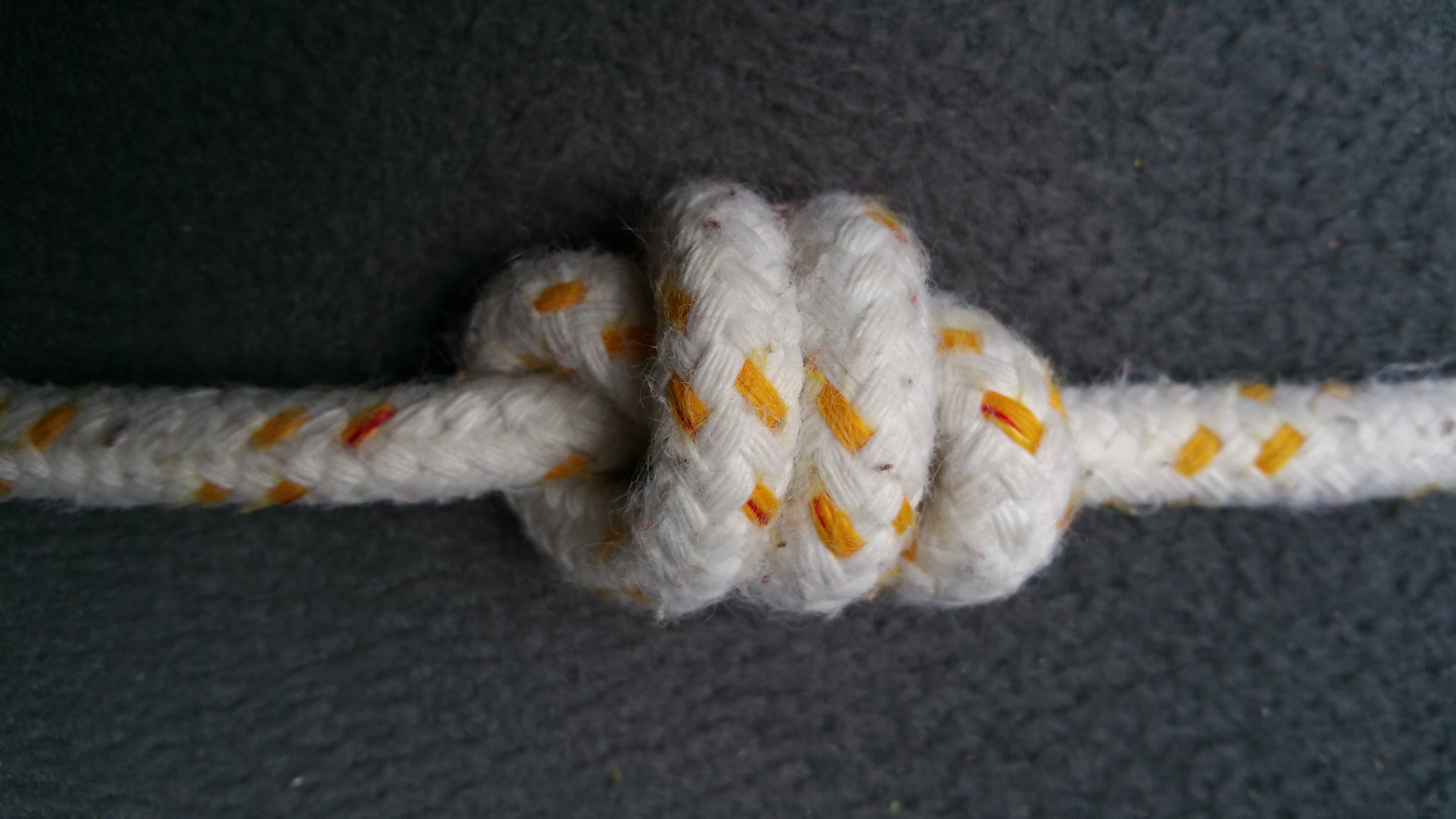
Den Knoten an beiden Tampen (Enden) festziehen

### Knüpfen des Franziskanerknotens (Knüpfversion III)
Für mehr als zwei- oder dreifache Überhandknoten muss mit der obigen Machart während des Knüpfens nachgeholfen werden, um das Seil in die Form des fertigen Knotens legen zu können. Dies kann bei vielen Windungen kompliziert und zeitintensiv sein.

Deswegen ist es einfacher, den mehrfachen Überhandknoten wie beim Franziskanerknoten zu knüpfen. Beim Franziskanerknoten sind nur die Windungen zu sehen. Dabei wird die gewünschte Anzahl von Windungen/Törns um die stehende Part herumgewickelt und zum Abschluss wird das Ende durch alle Törns (vom letzten bis zum ersten Törn) gesteckt und dichtgeholt. Der Seilaustritt erfolgt absolut parallel. Das Ergebnis ist ein „X–facher“ Überhandknoten, der sich in die gewünschte Form legt, ohne eine äußere Seilpartie zu besitzen. Dabei kann es jedoch vorkommen, dass sich die Windungszahl bei zahlreichen Windungen durch das Zusammenziehen verringert. Beispielsweise können (durch Verformen beim Zusammenziehen) aus 11 nur 10 Windungen erhalten bleiben.

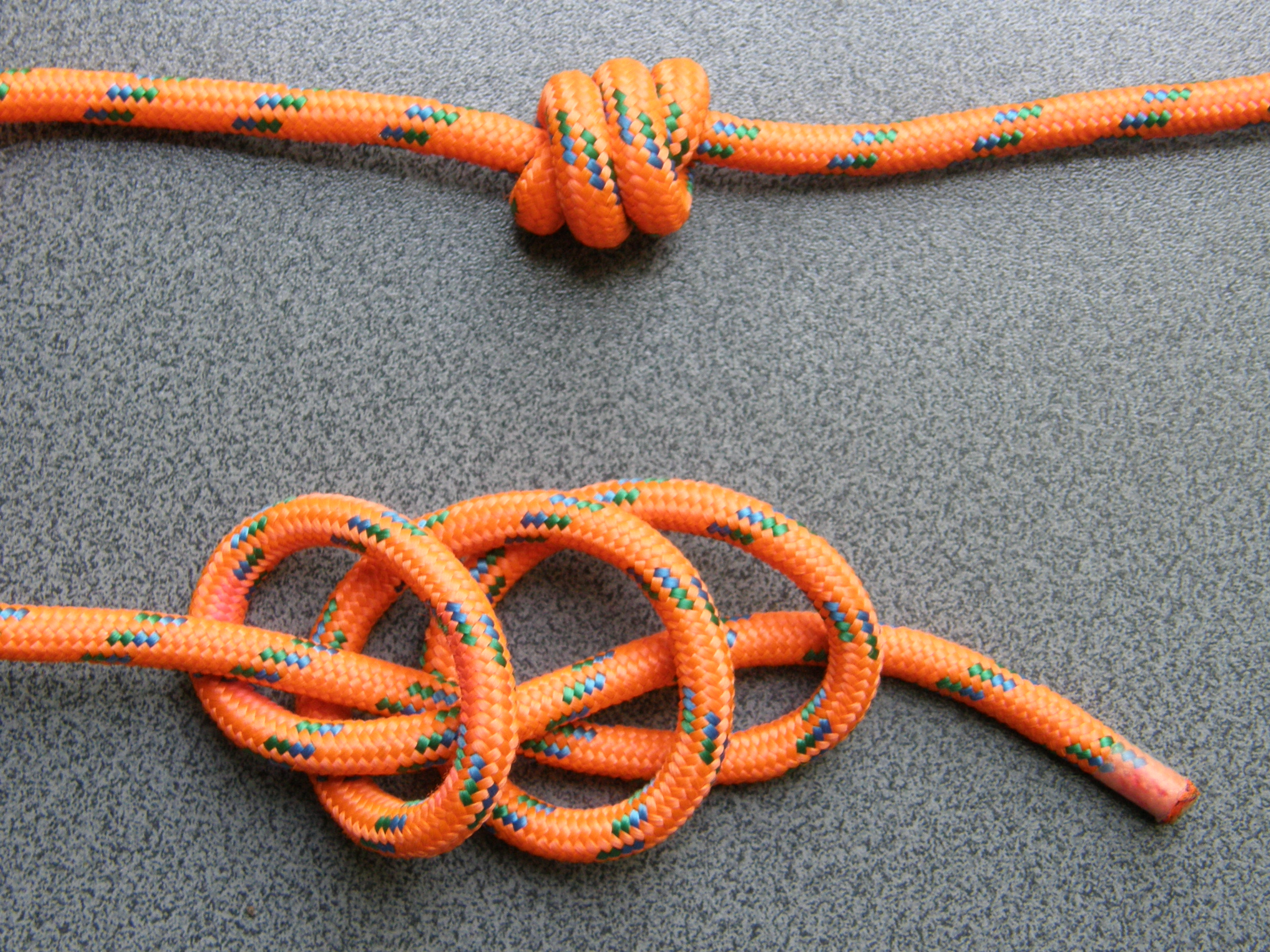
Einfachere Herstellung eines (hier dreifacher Überhandknoten) Franziskanerknotens
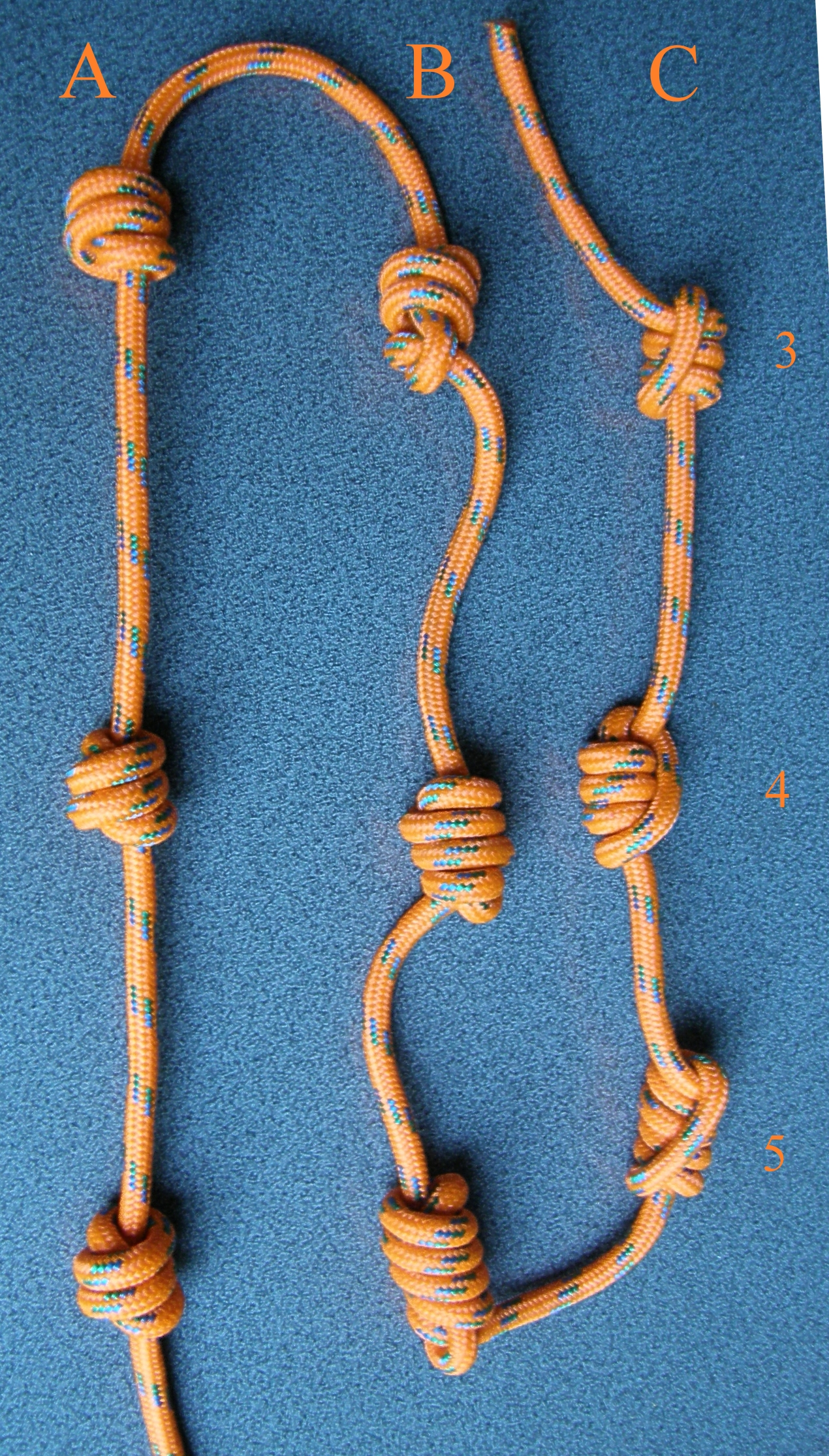
Drei unterschiedliche Macharten A = Franziskanerknoten (Knoten liegen parallel in Reihe) B = Wurfknoten mit 3, 4, und 5-er Törns C = Mehrfacher Überhandknoten (nach Quipu die Zahl 3,4,5) –Schräger Knotenausgang–
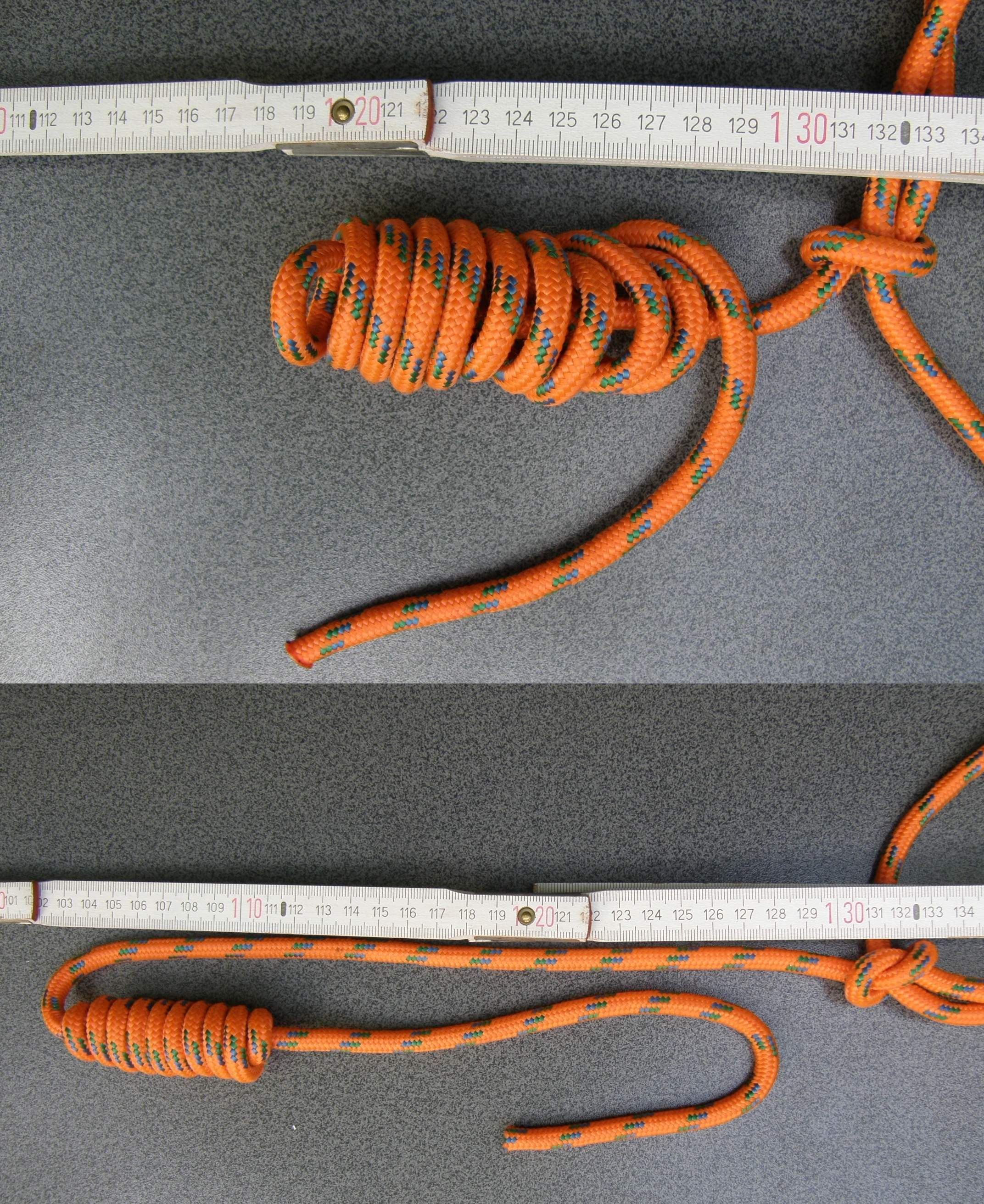
Seilverbrauch bei 10 (bzw. 11) Windungen. Mehrfache Törns und durchstecken des Endes.
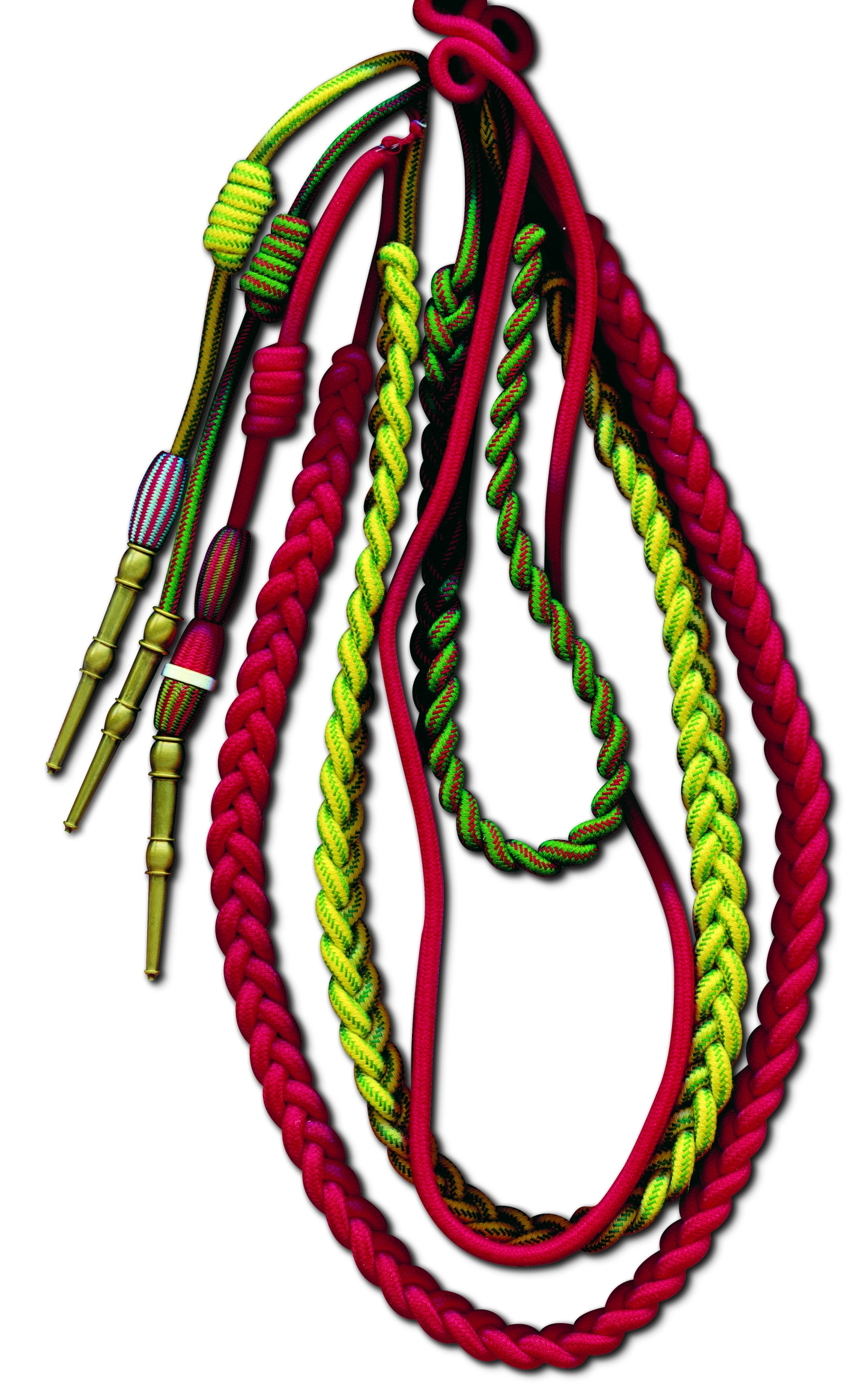
Verschiedene militärische Auszeichnungen, auch als „Honor Cord“ mit 4 Wicklungen

### Knüpfen des dreifachen Überhandknotens nach der Knotenschrift Quipu (Knüpfversion IV)
Die Inkas benutzten die Einfachheit des Knotens, um mit der Knotenschrift „Quipu“ eine genaue Zahl zu erzeugen und dauerhaft in einem Strang zu fixieren. Sie benutzten neben Franziskanerknoten und Achtknoten auch eine Version des dreifachen Überhandknotens, bei dem sich die Windungen um ein Seilstück/Part geführt werden und eine weitere Seilpartie außen um die Windungen verläuft. Das Ende liegt nicht ganz parallel, sondern es steht in einem leichten Winkel schräg am „Knotenausgang“ ab. Dies ist auch ein mehrfacher Überhandknoten, der aber anders gebunden wurde.

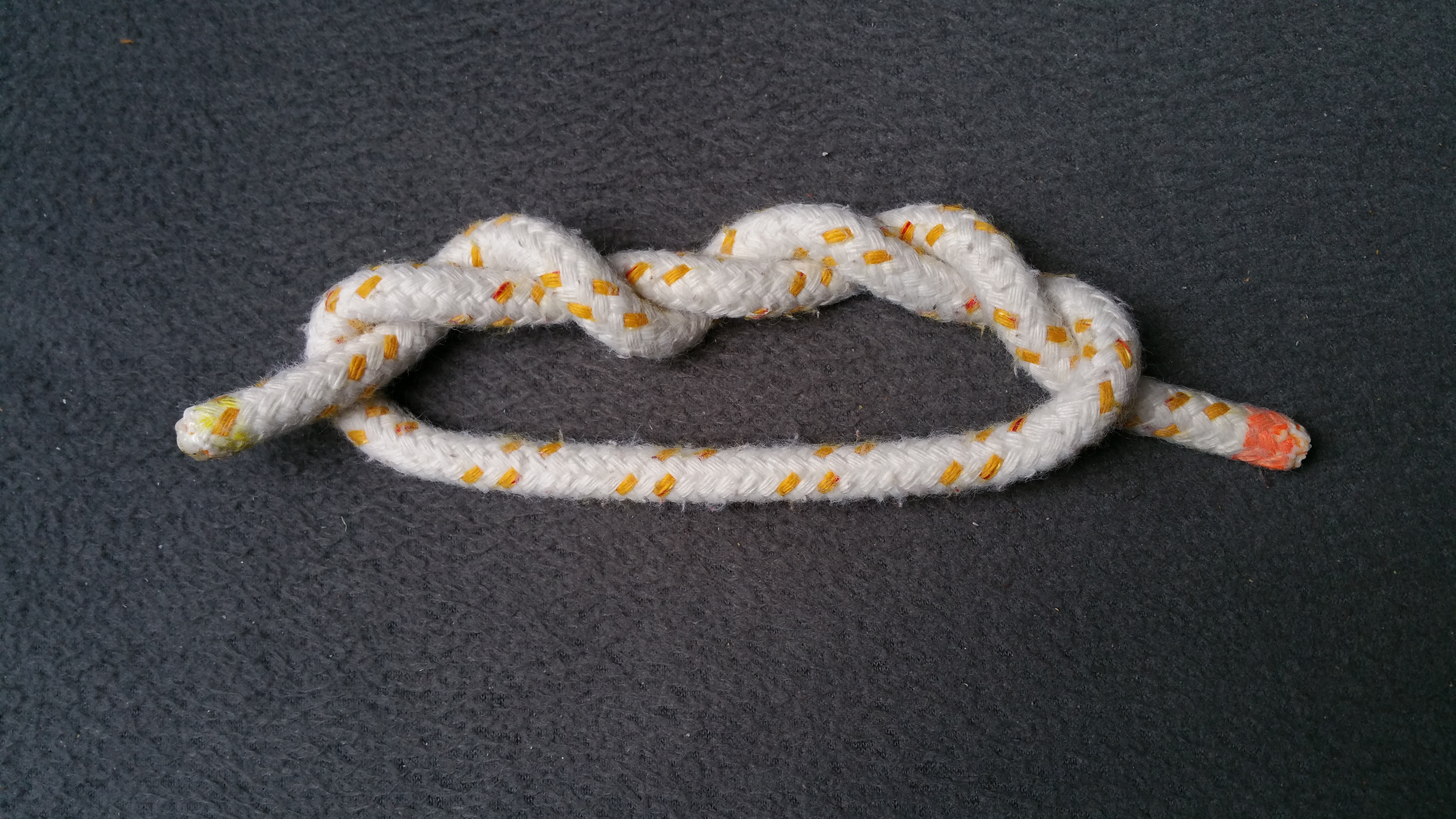
Man beginnt wie bei I und II und wickelt das lose Endes eines Seiles dreimal um die eigene stehende Part
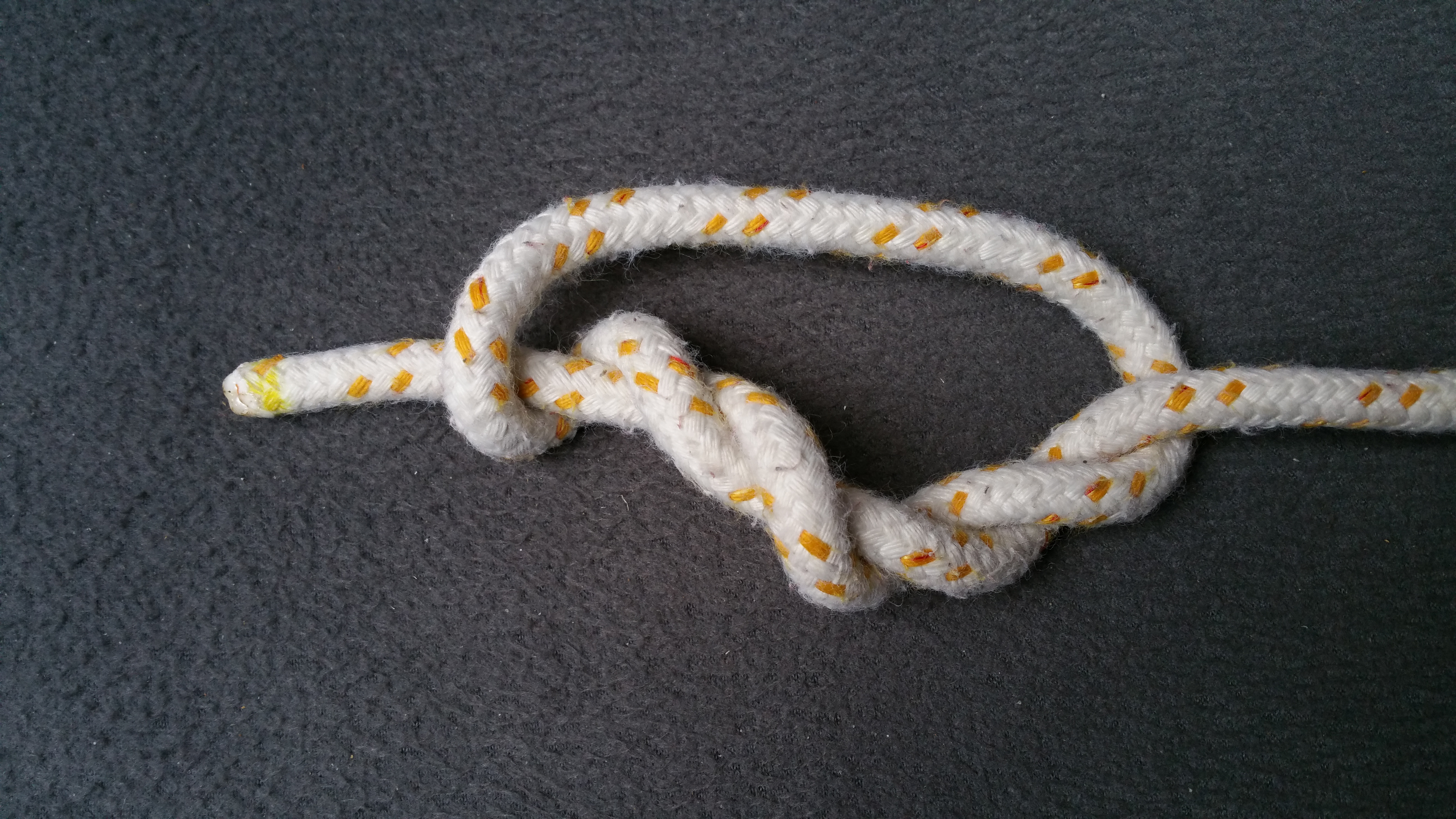
Nun nimmt man das Auge oder auch die Schlinge und legt sie nach oben. Beachtet aber dabei, dass sie links von der ersten Wicklung liegt
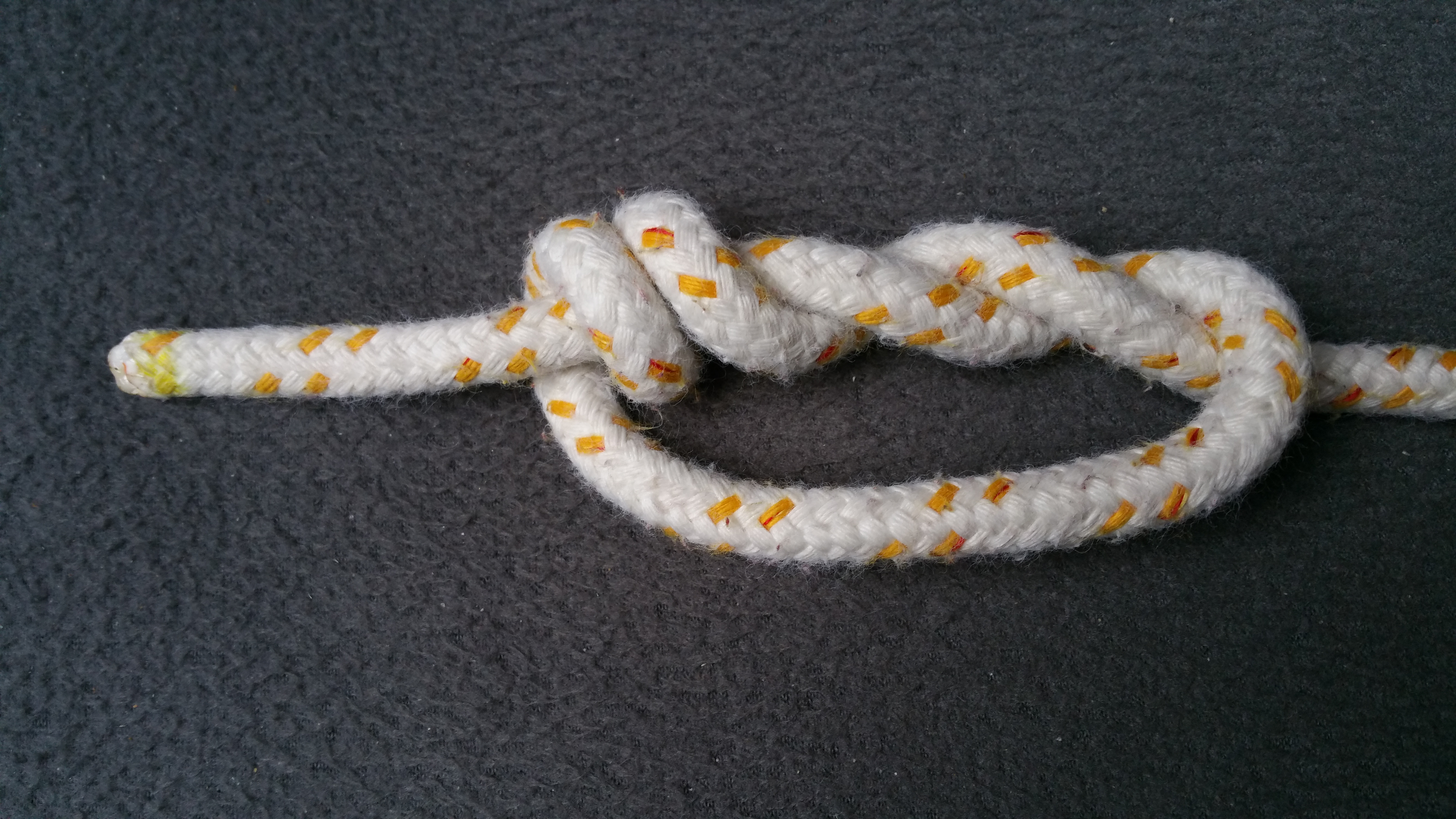
Nun legt man die Schlinge unten durch.
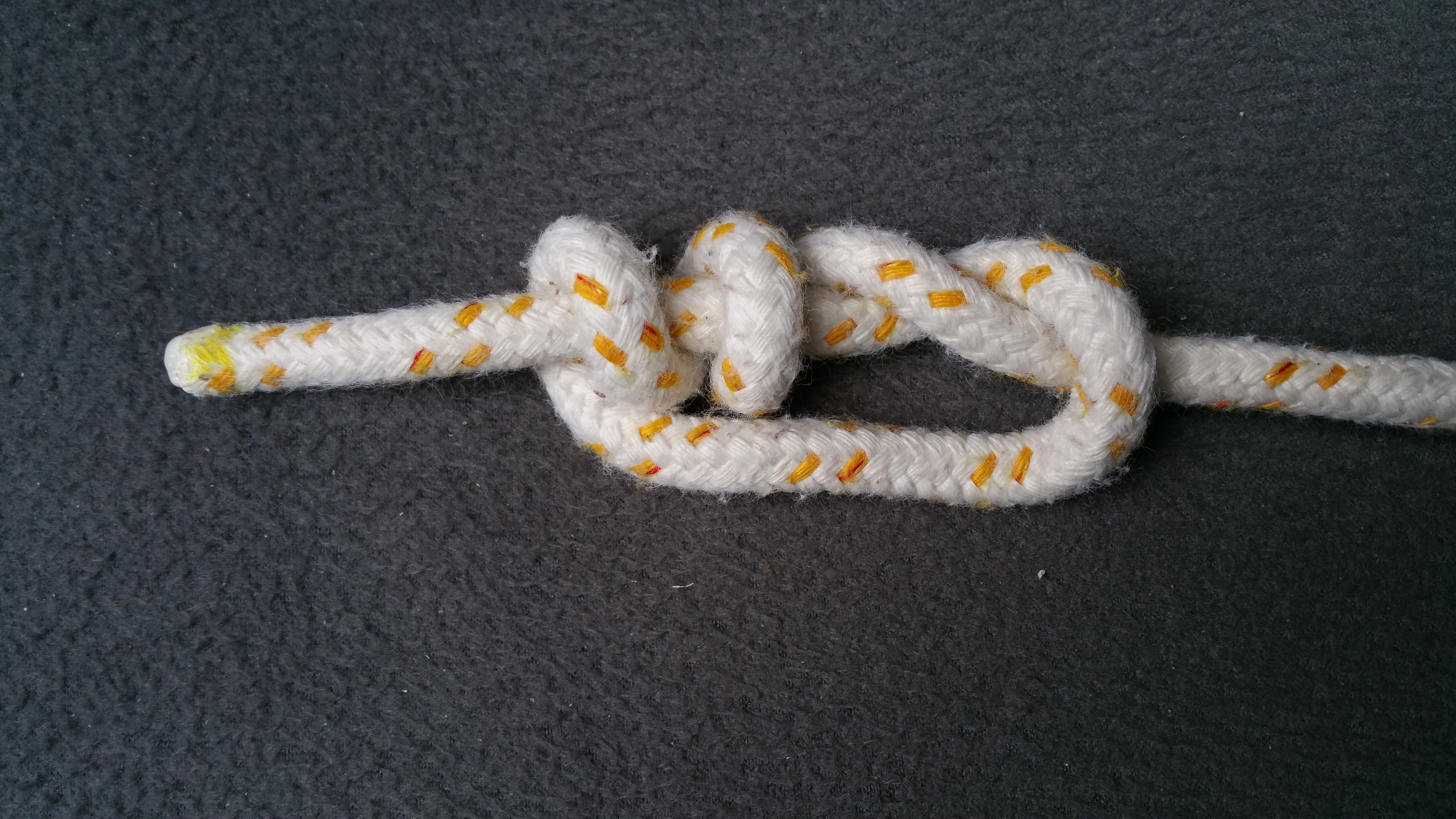
Wiederholt das ganze. Weiterhin beachten, dass sie weiterhin links von der nun ersten Wicklung liegt
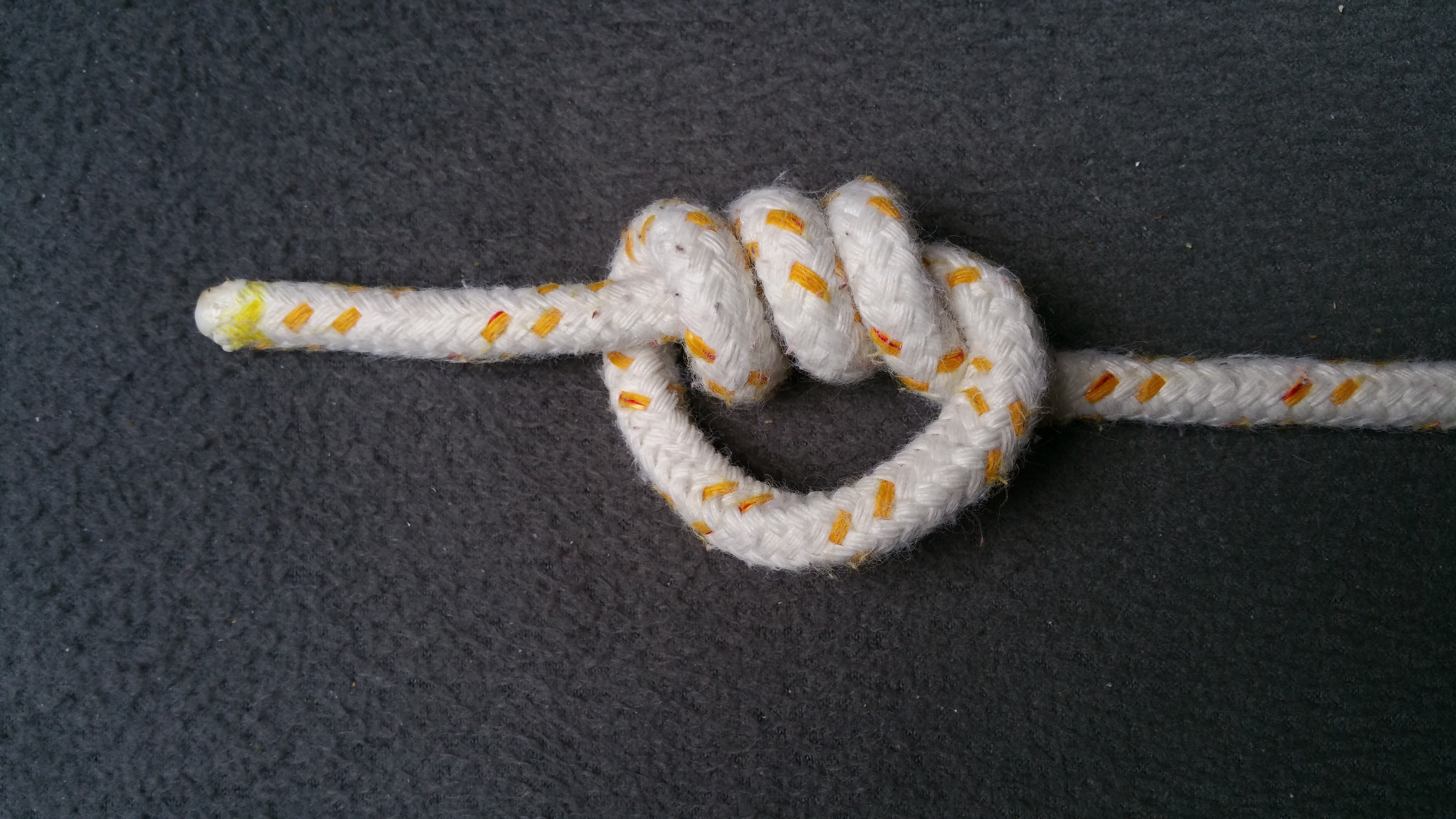
Und erhält die Form des Dreifachen Überhandknotens
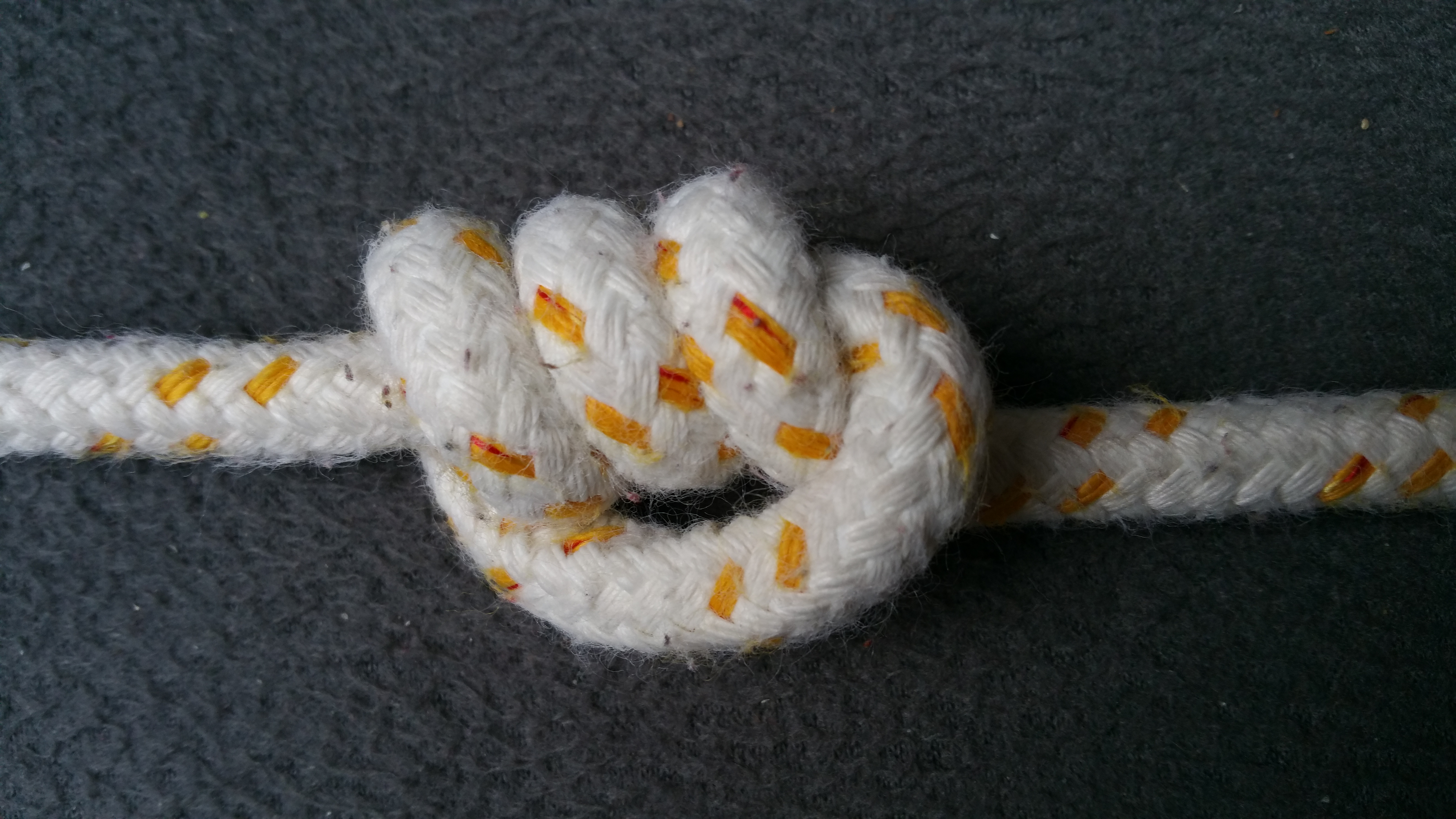
Den Knoten an beiden Tampen (Enden) festziehen
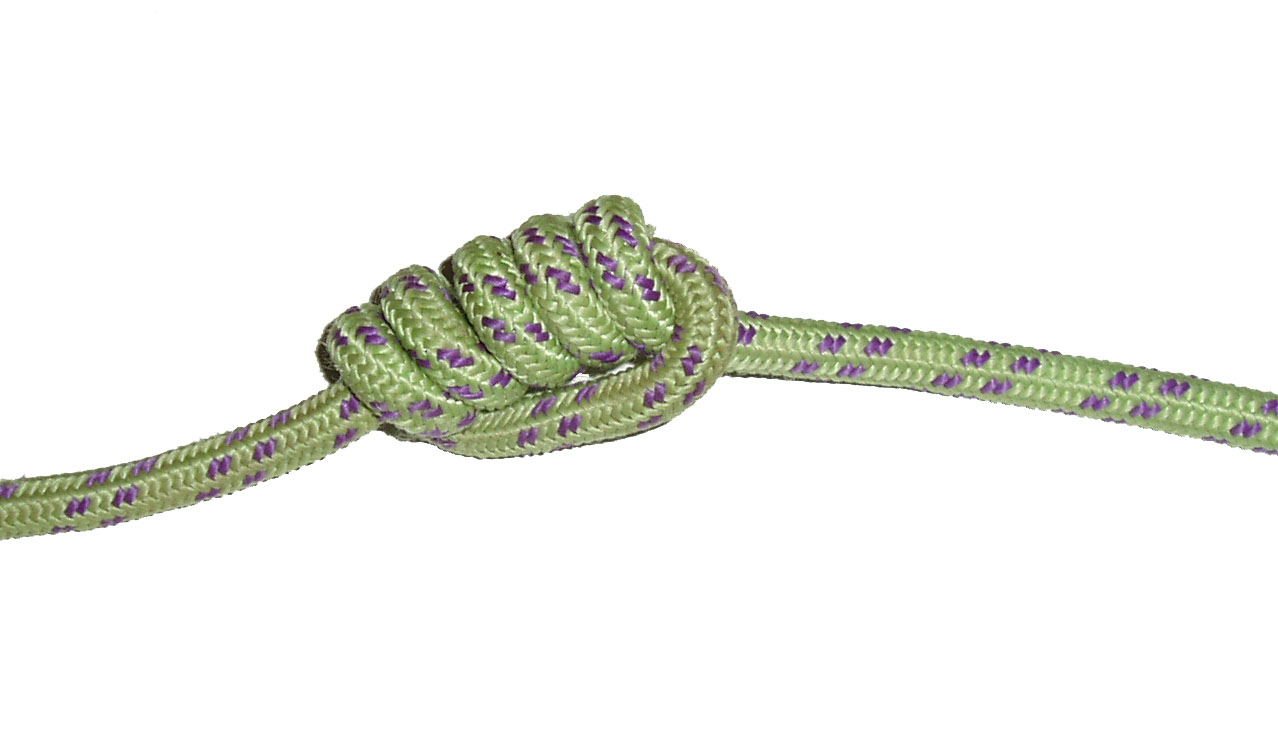
Fünffacher Überhandknoten, der in eine andere Form gebracht wurde, so dass eine Seilpartie außen um die Windungen verläuft. So wurde er mit der Knotenschrift Quipu zur Darstellung der Zahl 5 verwendet

### Vergleich von Knüpfversion I (II), III und IV
Bildbeschreibung::

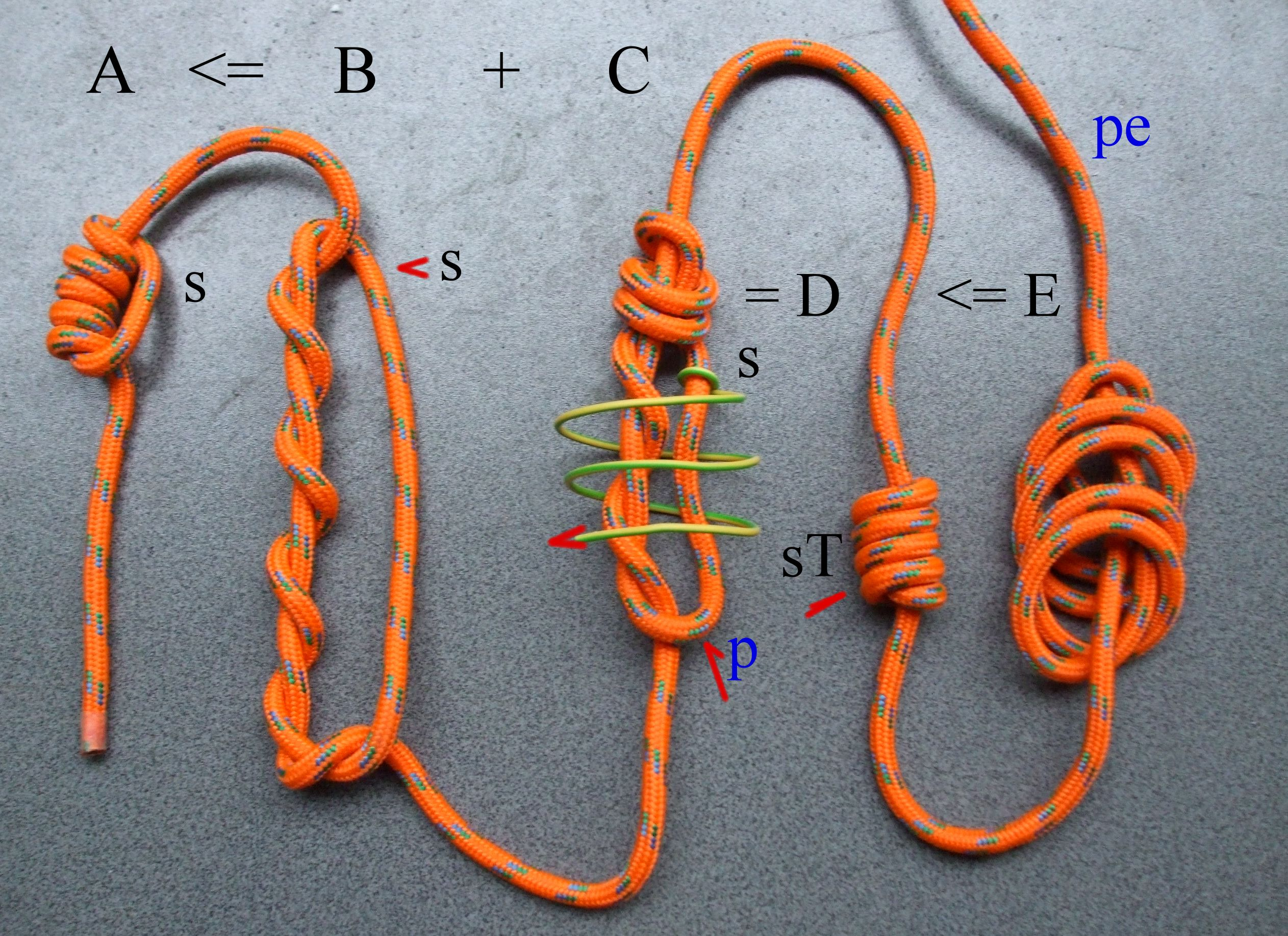
Knüpfen nach Version – I und Version – II

Der mehrfache Überhandknoten A (hier 5-fach) entsteht durch die Herstellung von B, wenn dieser nach der Knüpfversion I zusammengezogen wird und nach der Knotenschrift Quipu in Form gebracht wird.

Wird dagegen bei B am Punkt s mit 5 Wicklungen um die anderen Stränge begonnen, C weiter in gelber „Wickelrichtung“, entsteht D mit den Wicklungen/Törns nach sT.
 Dieser kann aber schneller und einfacher nach der -Knüpfversion II- erstellt werden.

Bei starken Tauen kann es am Punkt p zu Verdrehungen kommen, die Stelle wird zum Schluss nach pe herausgezogen.

## Alternative Knoten für den gleichen Zweck
- Stopperknoten gibt es größere und kräftigere.
- Wurfknoten gibt es schwerere.
- Für Strickleitern eignet sich auch der Strickleiterknoten.

## Abwandlungen

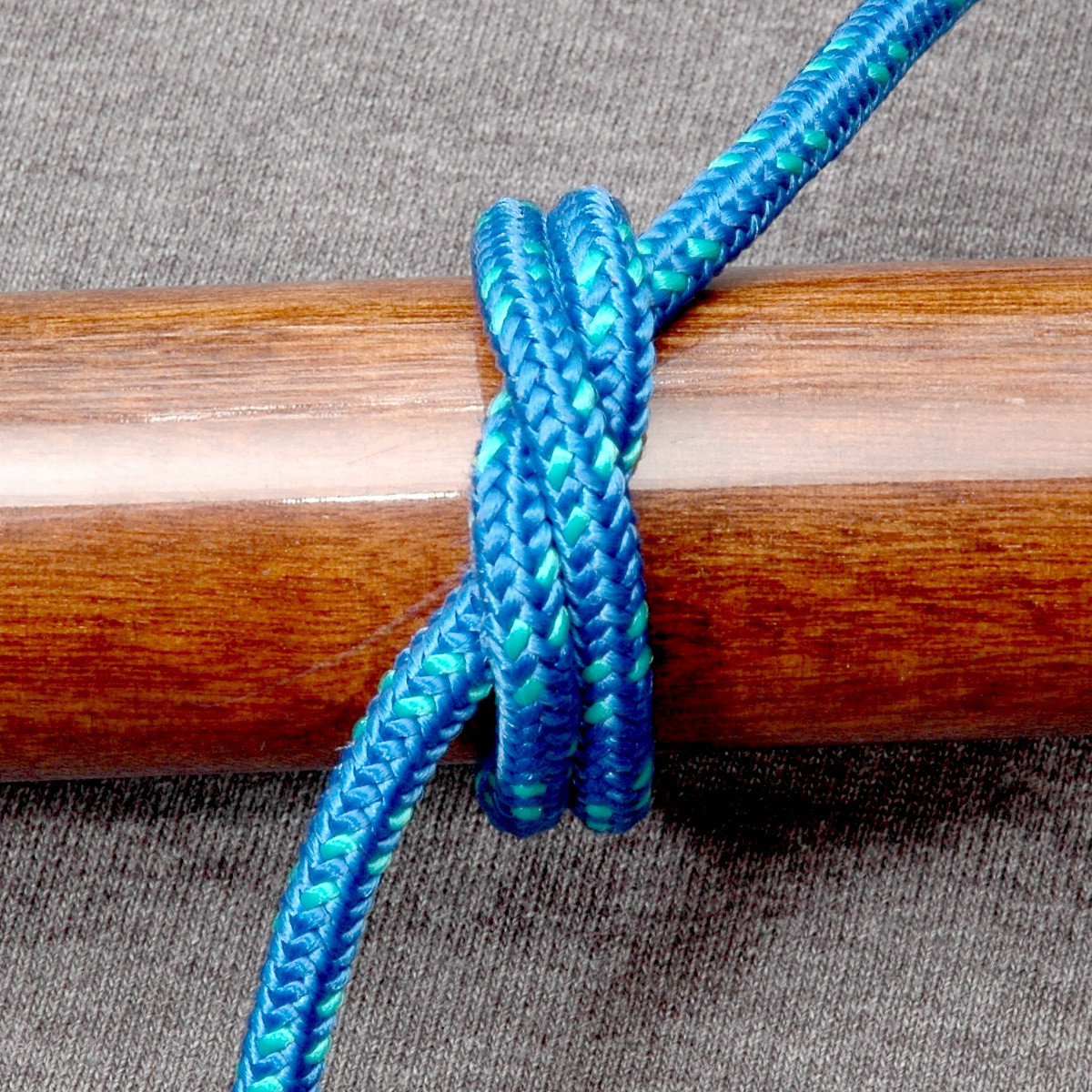
Mit 2 Wicklungen um einen Gegenstand = Schnürknoten (ABoK #1239)
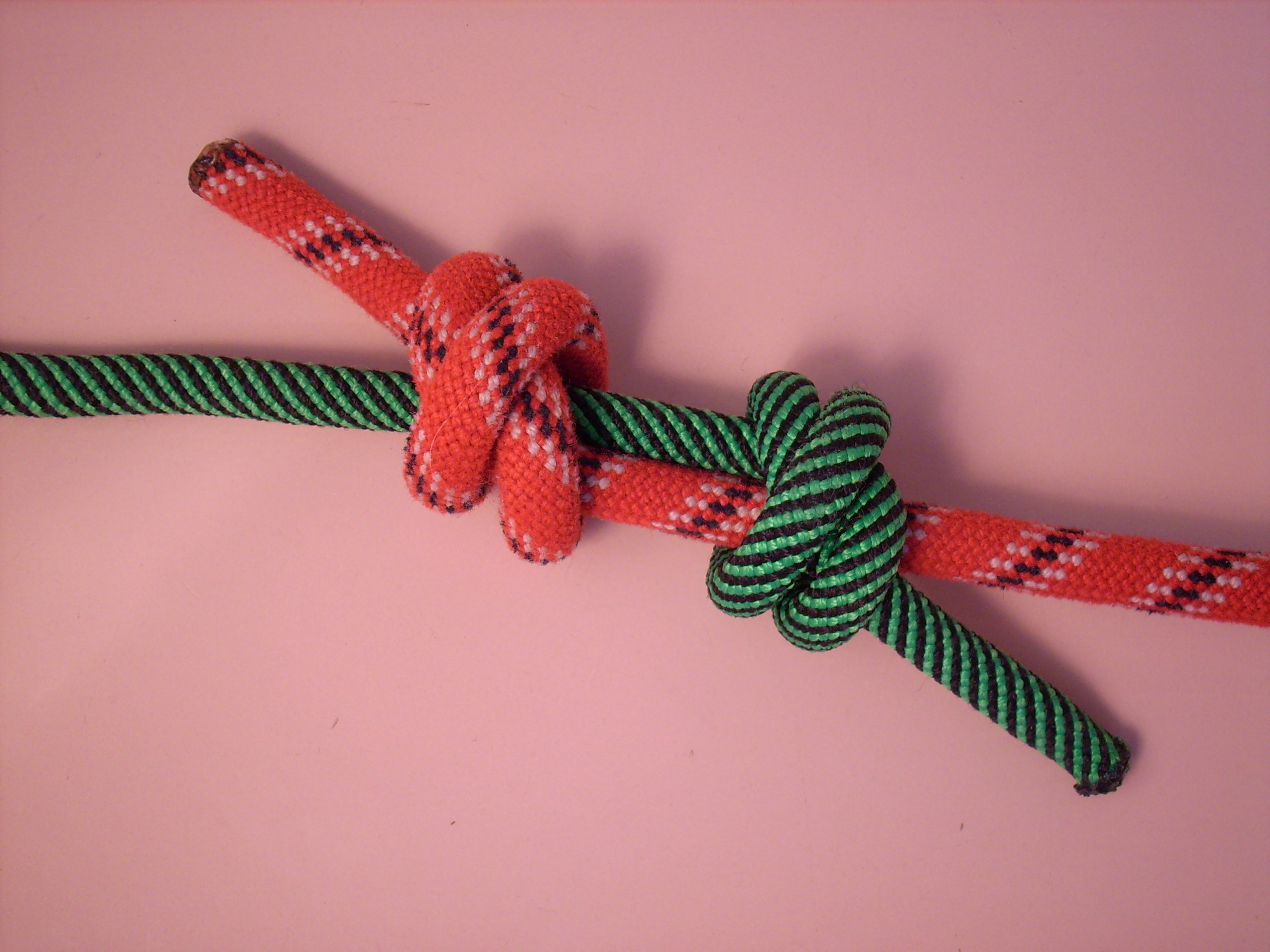
Zwei Schnürknoten jeweils um das andere Seil ergeben den Doppelten Spierenstich
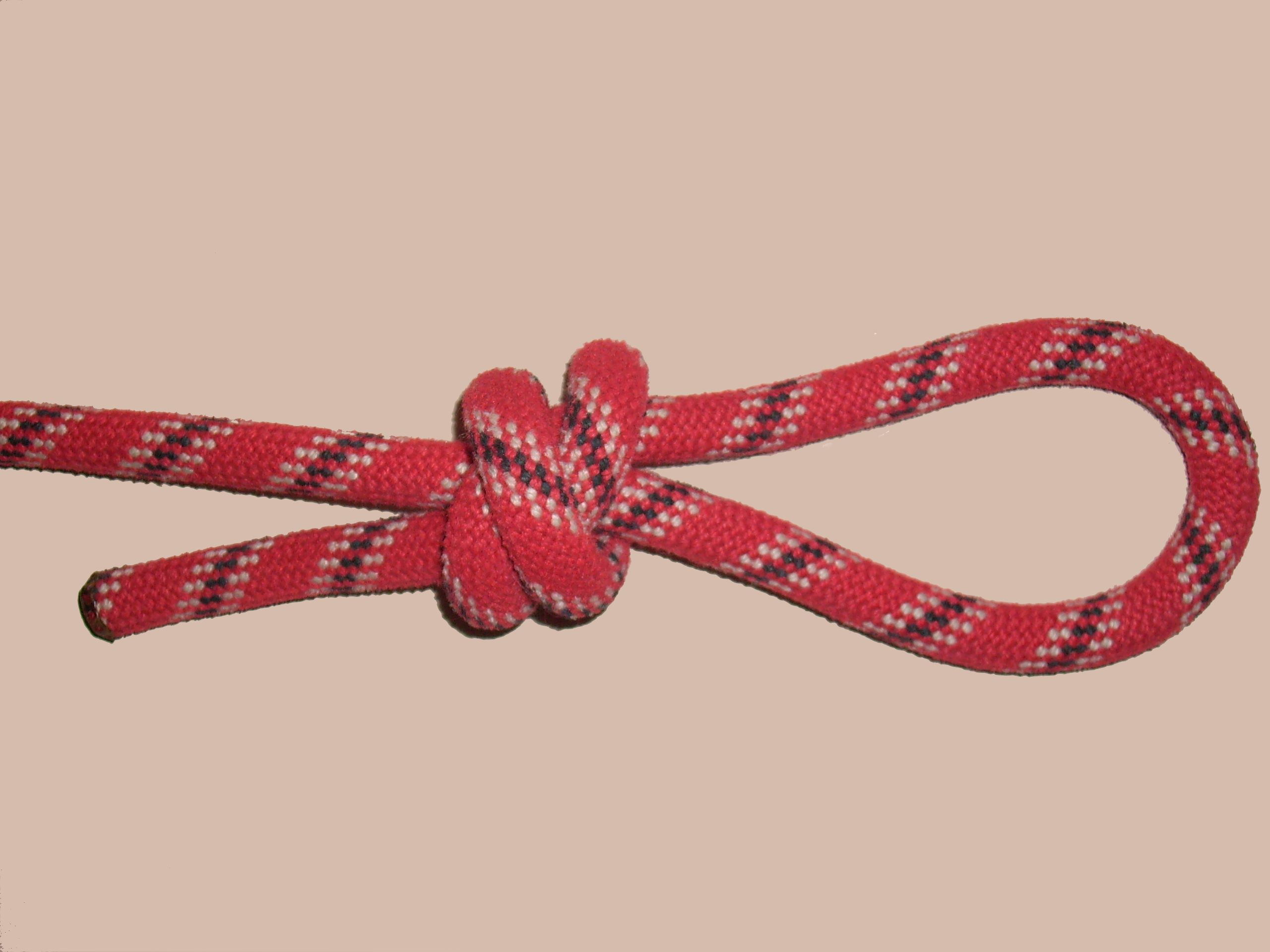
Hier wird das eine Ende des Seiles zurück durch den Schnürknoten geführt und ergibt den Höhlenknoten, mit 2 Wicklungen
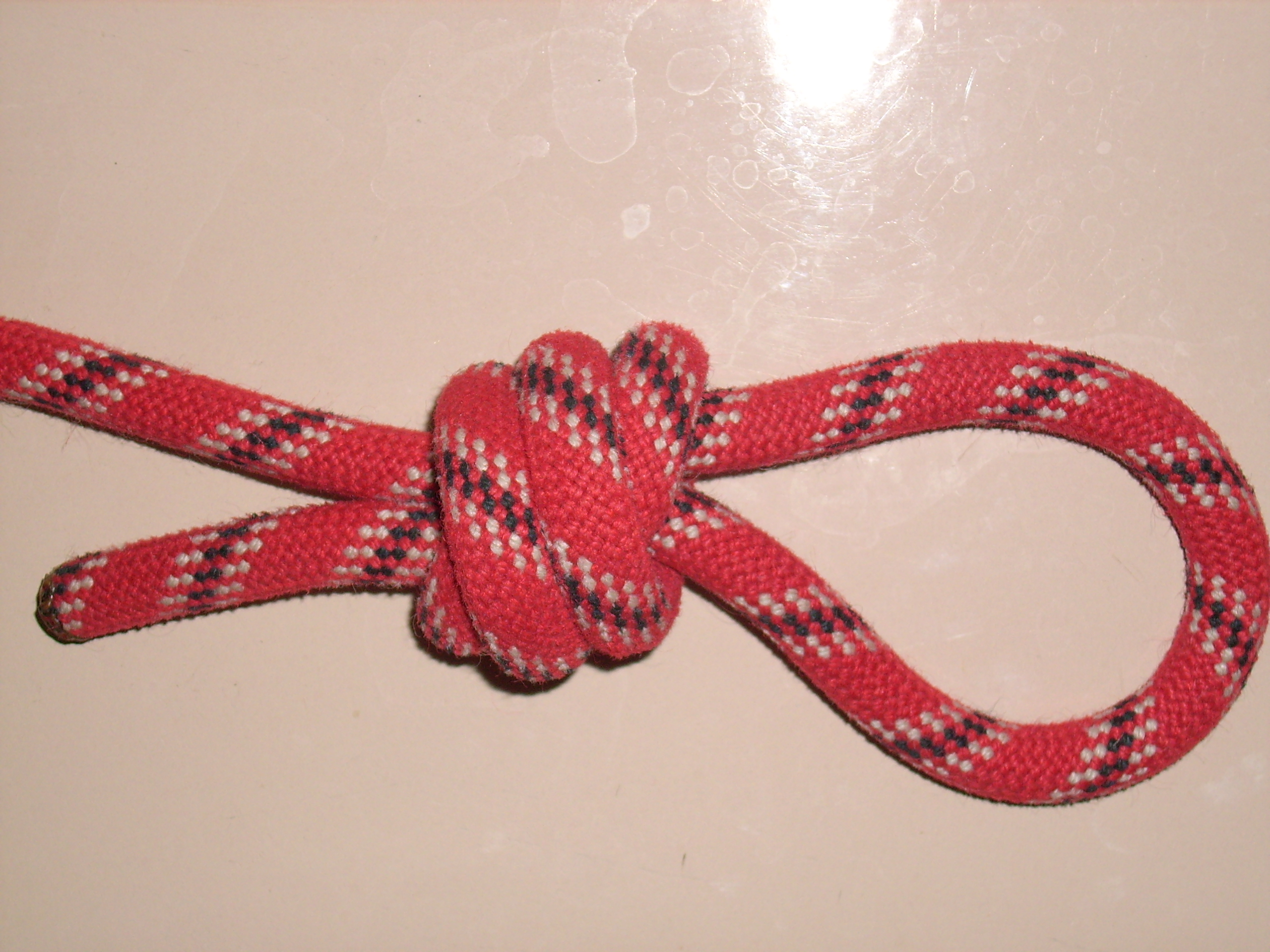
Hier wird das eine Ende des Seiles zurück durch einen Dreifachen Überhandknoten geführt und ergibt den Zweistrang-Bändselknoten
Angler benutzen die gleiche Technik beim „Nagelknoten“ um ihren Angelhaken an der Angelschnur zu befestigen. Der „Nagel“ dient als Hilfsmittel, um einen Hohlraum zu bilden, der das Durchstecken der Angelschnur erleichtert. – Ein Streichholz oder ein Stab erreicht den gleichen Zweck. Bei geringer Wicklungszahl können die Wicklungen auch um einen Finger geführt werden.
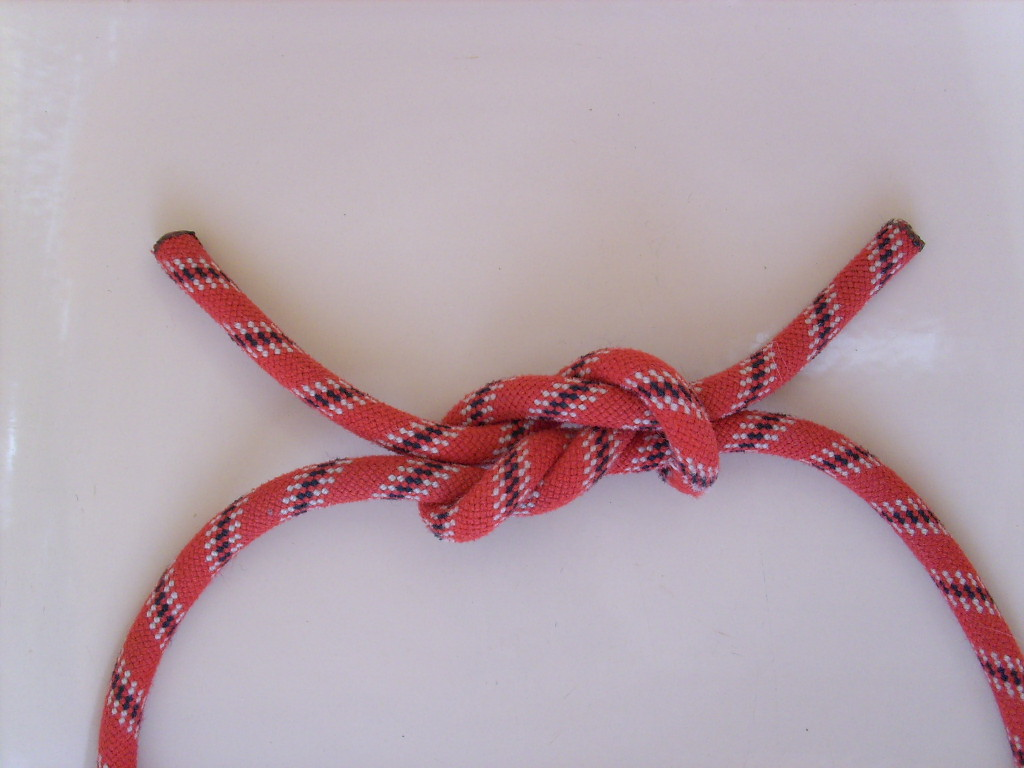
Gesichert mit einem einfachen Überhandknoten entsteht der Chirurgenknoten
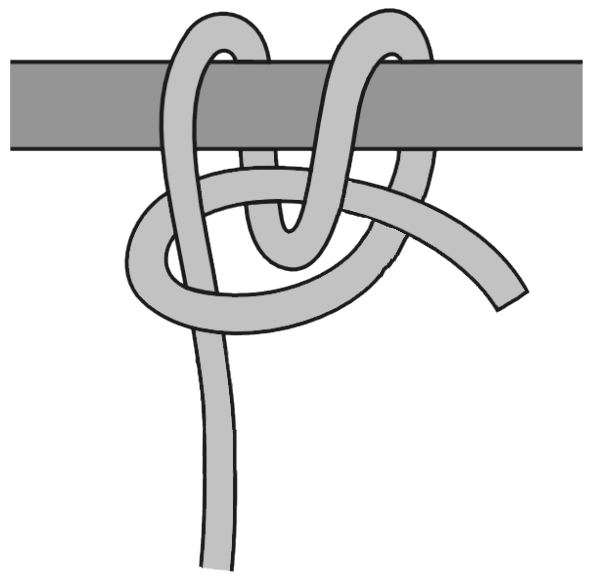
Roringstek. Der doppelte Überhandknoten liegt im Prinzip diesem Knoten zu Grunde. Wird der Stab abgezogen, erkennt man, dass es sich um einen doppelten Überhandknoten handelt.

Auswahl verschiedener Überhandknoten
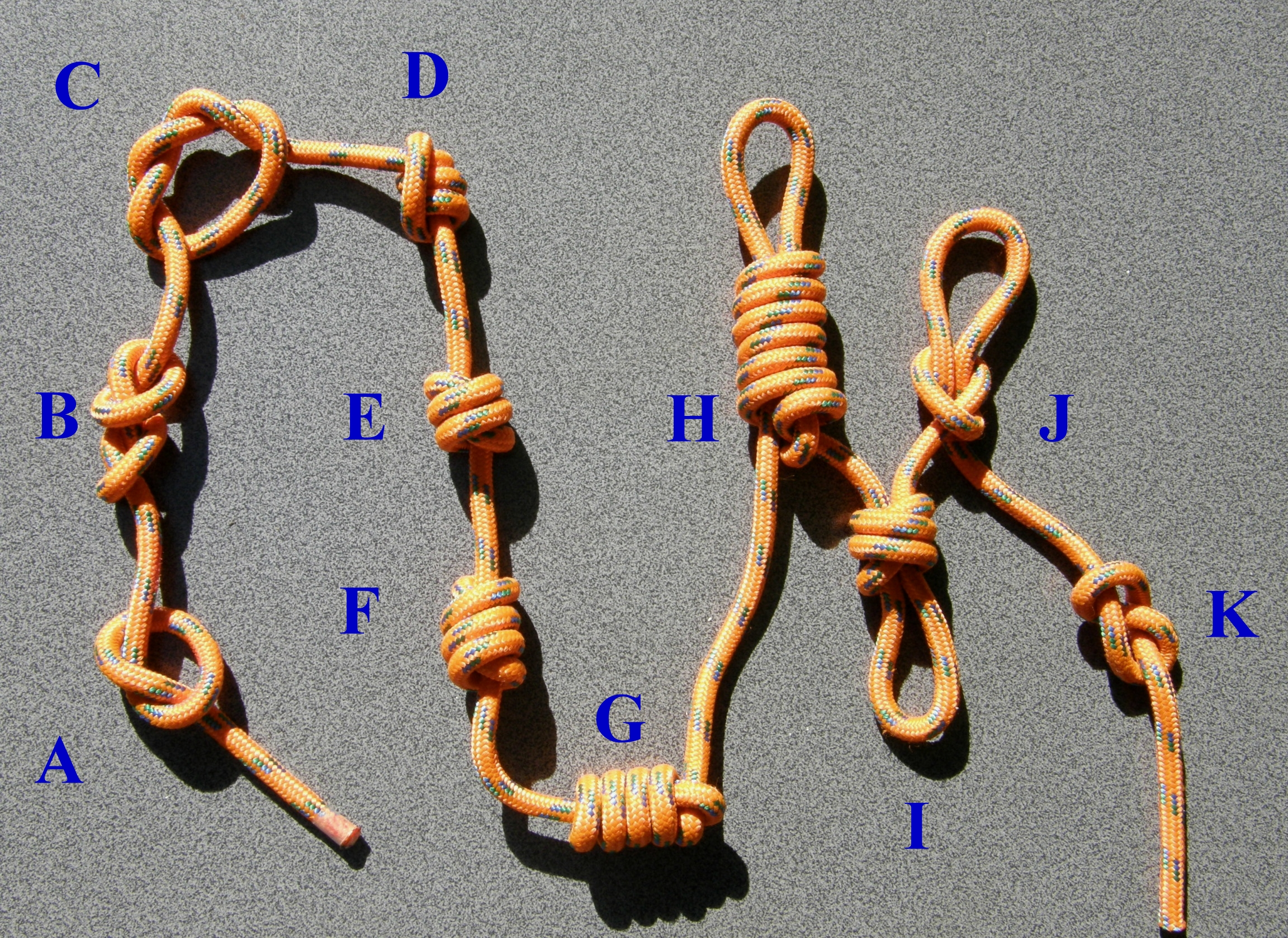
A: Der normale Überhandknoten als Ausgangsknoten (hier, nach rechts geschlagen) B: Zwei normale Überhandknoten nebeneinander C: Mehrfacher Überhandknoten (dreifach nach innen geschlagen) D: entspricht C: als zusammengezogener Knoten; (markantes Unterscheidungsmerkmal ist das „Verbindungsstück“ auf dem Knoten, zwischen der ersten und letzten Wicklung, welches außerhalb auf den Wicklungen liegt) siehe Quipu-Knoten E: Franziskanerknoten = Dreifacher Überhandknoten (gesteckt durch 3 Törns/Wicklungen) Rückwärtige Ansicht F: Vierfacher Überhandknoten (gesteckt durch 4 Törns/Wicklungen) hier die rückwärtige Ansicht